# Histoire du football

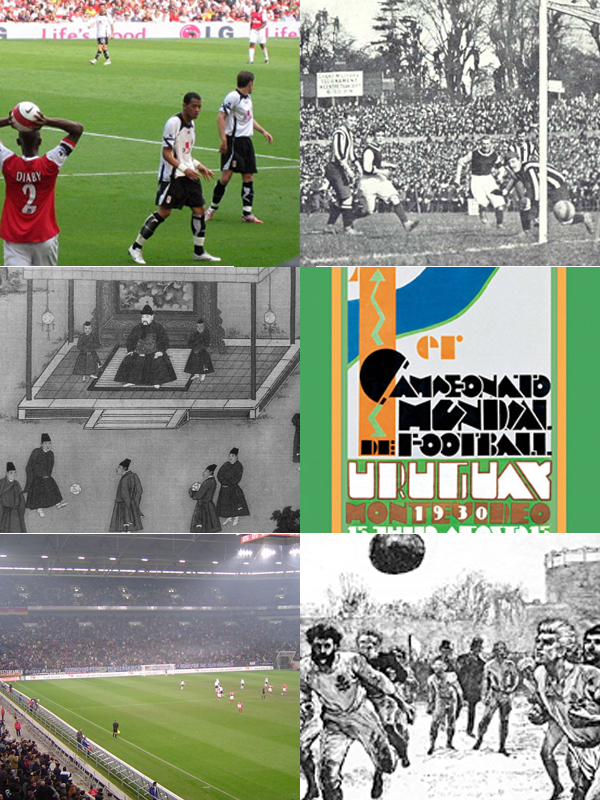
Scènes de l'histoire du football.

L'histoire du football rend compte de la naissance et de l'évolution du football, un sport collectif né au milieu du XIXe siècle en Grande-Bretagne qui est devenu au siècle suivant le plus populaire au monde.
Les racines que ce sport partage avec d'autres jeux de « football » remontent au Moyen Âge. Il est l'héritier de la soule médiévale, pratiqué notamment en France et dans les îles Britanniques, et du Calcio florentin, des jeux caractérisés par leur violence et leur peu de règles.
Au début du XIXe siècle, les écoles anglaises intègrent progressivement le sport à leur cursus et impulsent sa formalisation. Les règles de Cambridge sont en octobre 1848 une première tentative d'unification des règles du football. Les premiers clubs indépendants apparaissent à la fin des années 1800 ; en 1863, onze d'entre eux fondent the Football Association, chargée d'organiser la pratique du football en Angleterre. Elle publie peu après les premières « Lois du jeu » (en anglais : Laws of the Game), largement inspirées par celles de Cambridge.
Dès lors, le football connait une progression continue dans sa pratique. En 1885, le professionnalisme est autorisé en Grande-Bretagne, tandis que les premiers clubs sont créés à travers le monde, particulièrement en Europe et en Amérique du Sud. La Fédération internationale de football association (FIFA) est fondée en 1904 à Paris par des représentants de sept pays européens. Encouragée par le succès populaire rencontré par les tournois de football aux Jeux olympiques, la FIFA organise en 1930 la première édition de la Coupe du monde, qui devient un des principaux événements sportifs planétaires.

## Genèse du jeu

### Jeux de balle

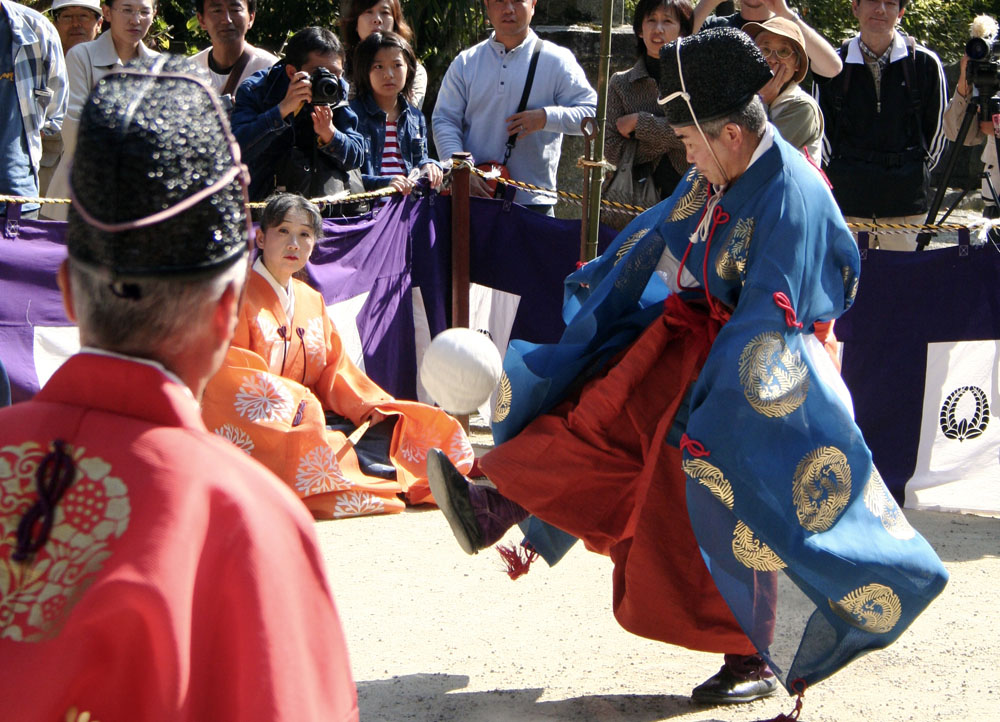
Représentation de Kemari au Japon.

Les jeux de balle existent depuis l'Antiquité. Les Grecs connaissent plusieurs jeux de balle, se pratiquant avec les pieds ou les mains : aporrhaxis et phéninde à Athènes et épiscyre (Episkyros), notamment à Sparte. Chez les Romains on pratique la pila paganica, la pila trigonalis, la follis et l'harpastum. Ce dernier jeu oppose deux équipes sur un terrain rectangulaire, dans le but d'amener une petite balle au-delà des limites du camp opposé.
Les Chinois accomplissent également des exercices avec un ballon qu'ils utilisent pour jongler et effectuer des passes ; cette activité pratiquée sans but et en dehors de toute compétition sert à l'entretien physique des militaires  (Cuju). Les premiers textes concernant le Cuju datent de la fin du IIIe siècle av. J.-C. et sont considérés comme les textes les plus anciens liés au sport chinois.
Au Japon, on pratique un peu plus tard (vers le IIIe siècle) le Kemari, jeu consistant à se passer une balle entre joueurs disposés en cercle, sans qu'elle ne touche terre.

### Moyen Âge

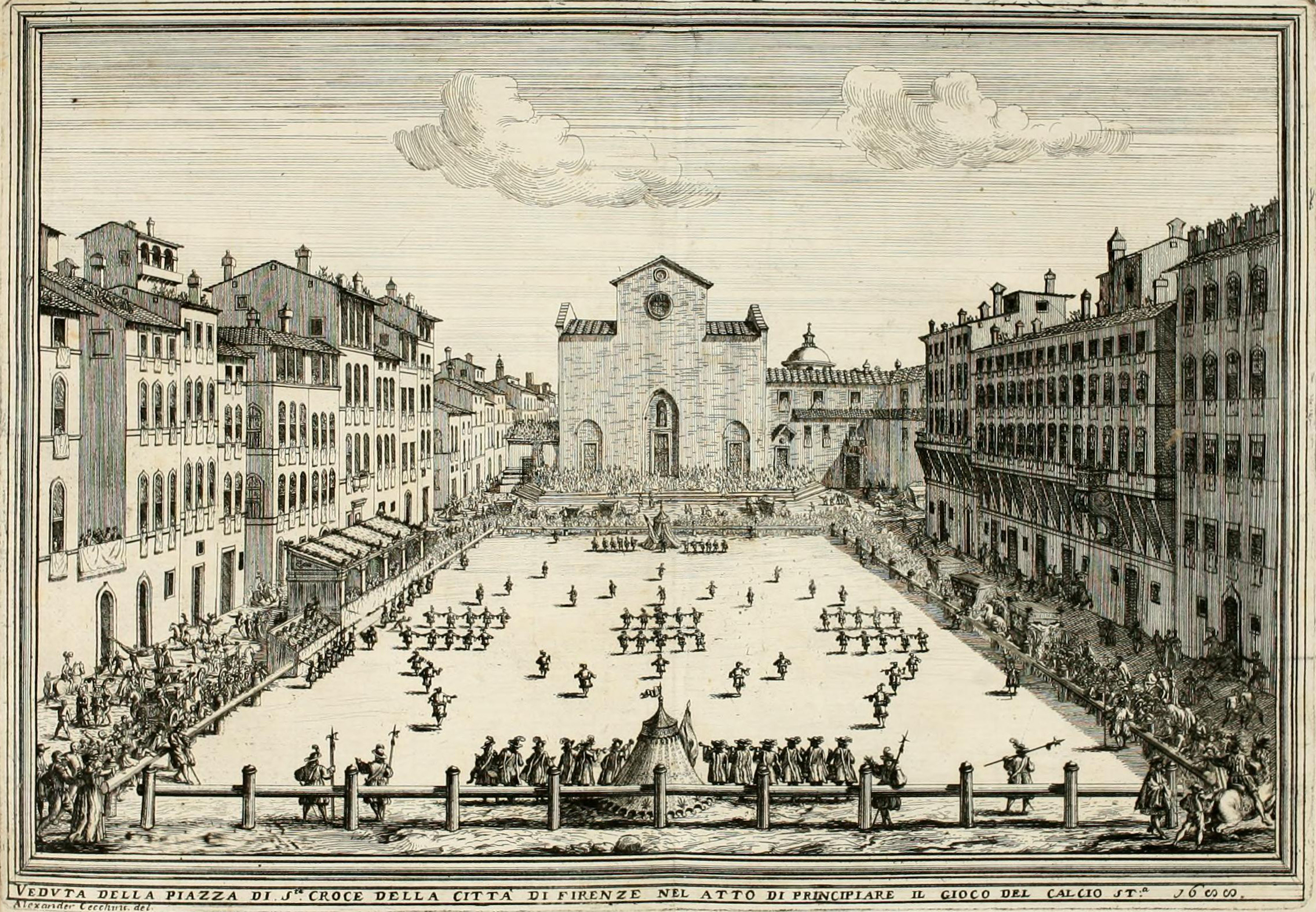
Terrain de calcio florentin, en 1688.

À la fin du XVe siècle, le calcio florentin apparaît en Italie. Lointain cousin de l'Harpastum des Romains, ses règles sont formalisées en 1580 par Giovanni Bardi : deux équipes de 17 joueurs s'affrontent sur un terrain rectangulaire, avec l'objectif de marquer plus de buts que leur adversaire pendant les 50 minutes que durent chaque rencontre, sous la surveillance d'un arbitre. Les joueurs sont pour la plupart des nobles, âgés de dix-huit à quarante-cinq ans. Dans la pratique, ce sport est un mélange de football, rugby et lutte modernes. Il est pratiqué activement au XVIIIe siècle avant de disparaître progressivement. La dernière partie officielle connue a lieu en 1739.

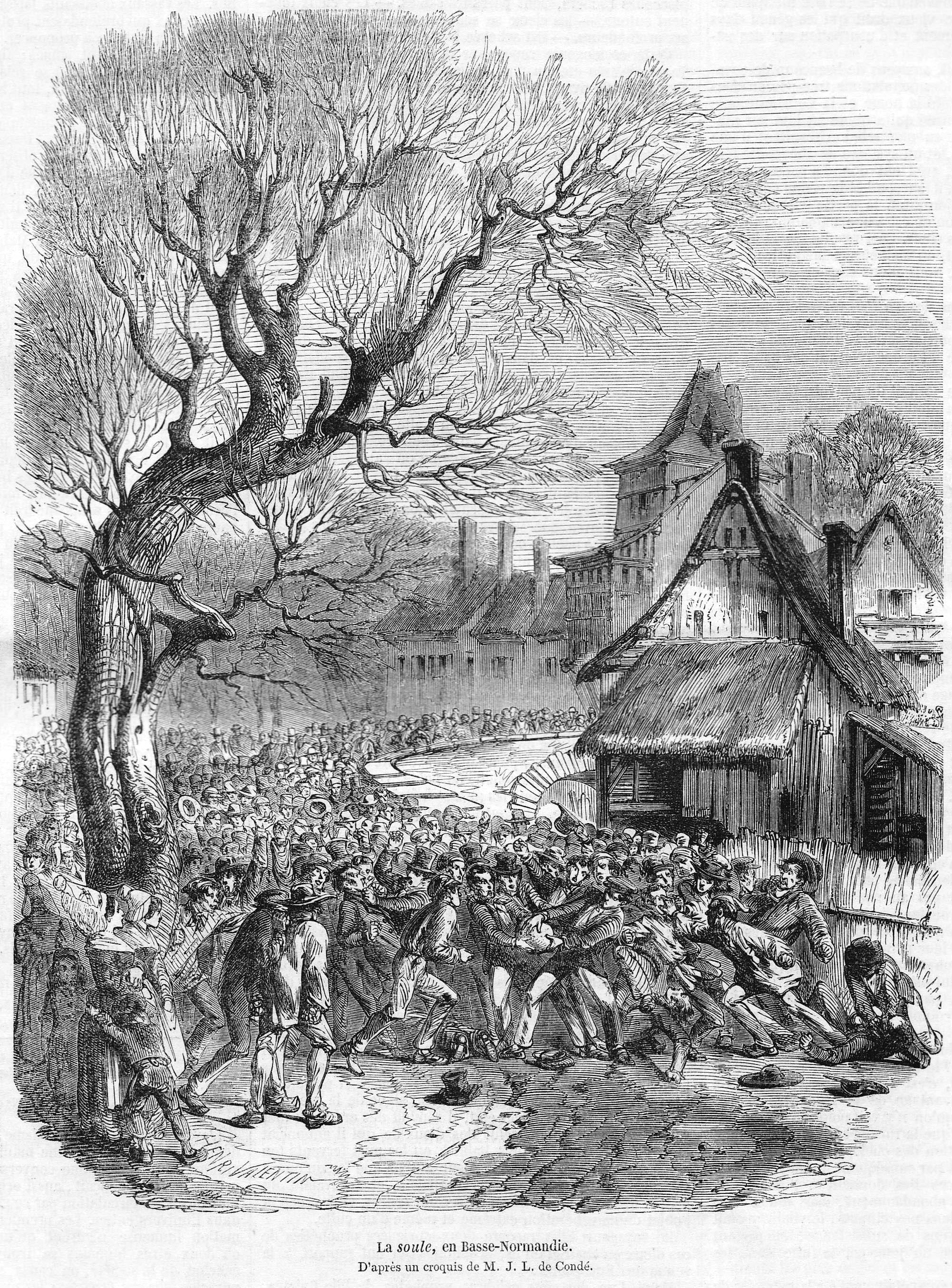
Soule en Basse-Normandie en 1852.

Le football actuel trouve plutôt ses racines dans la soule (ou choule) médiévale. Ce jeu sportif est pratiqué de longue date dans les villages des deux côtés de la Manche. Il a pu arriver en Angleterre lors de la conquête normande. La première mention écrite de la soule en France remonte à 1147 et son équivalent anglais date de 1174. Dès le XVIe siècle, le ballon de cuir gonflé est courant en France.
Bien que longtemps interdite pour des raisons militaires en Angleterre ou de productivité économique en France, la soule, malgré sa brutalité, reste populaire jusqu'au début du XIXe siècle dans les îles Britanniques et dans un grand quart nord-ouest de la France,. Le jeu est également pratiqué par les colons d'Amérique du Nord et il est notamment interdit par les autorités de la ville de Boston en 1657.

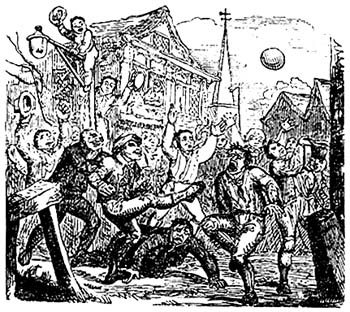
Gravure présentant le "mob football" ou "football de masse", un sous-genre du football médiéval.

Ce jeu primitif pratiqué par les Britanniques, héritier de la soule médiévale, est caractérisé par son peu d'organisation et son degré de violence. Contrairement au calcio florentin, le nombre de joueurs n'est pas défini (il est dans certains cas illimité) et les limites du jeu ne sont pas bien établies. Parmi ces footballs populaires, de masse (mob-football), le football de Shrovetide, du nom des Jours gras, est notoire. Il ne compte pas d'autres règles qu'un but (amener le ballon à destination) et une interdiction (pas d'homicide).
Une pratique codifiée de ce type de jeu a semble-t-il existé dans la cour du roi d'Écosse vers la fin du XVe siècle, mais n'a cependant pas perduré.

### Écoles britanniques
Nommée football en anglais, la soule est rebaptisée folk football (en français : « football du peuple ») par les historiens anglophones du sport afin de la distinguer du football moderne. Cette activité est en effet principalement pratiquée par le petit peuple comme le signale un ancien élève d'Eton dans ses Reminiscences of Eton (1831) : "I cannot consider the game of football as being gentlemanly; after all, the Yorkshire common people play it". (« Je ne peux pas considérer le football comme un sport de gentlemen ; après tout, le petit peuple du Yorkshire y joue. »)
Si la soule se joue traditionnellement sur des terrains ouverts, l'introduction de l'éducation sportive dans les écoles anglaises nécessite d'adapter ce jeu à des terrains clos. C'est ainsi que des footballs vont émerger dans les écoles d'Eton, Harrow, Charterhouse, Rugby, Shrewsbury, Westminster et Winchester notamment. Le Highway Act (en) britannique de 1835 interdisant la pratique du folk football sur les routes accélère cette évolution des pratiques.

## Unification du jeu en Grande-Bretagne
Les premiers codes de jeu de football écrits datent du milieu du XIXe siècle, à Cambridge notamment. Chaque école définit cependant ses propres règles, ce qui rend les rencontres inter-scolaires problématiques.
En codifiant le football, les Britanniques s'inspirent de l'exemple du cricket, un sport collectif structuré de longue date, et imitent l'émergence du baseball aux États-Unis. Des ligues professionnelles aux championnats et autres coupes, le football n'innove pas.

### En 1848, lesCambridge rules

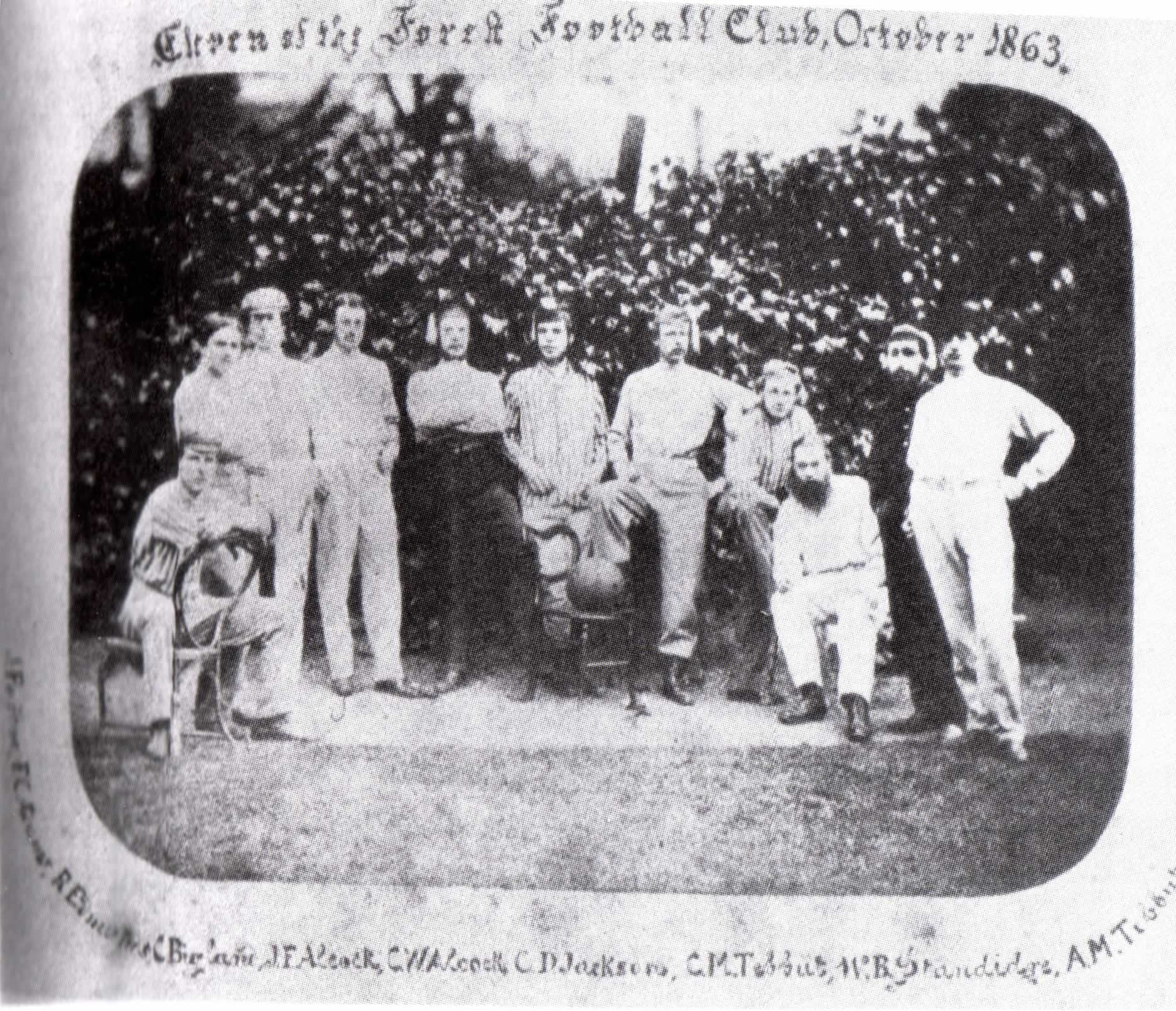
Le Forest FC en 1863.

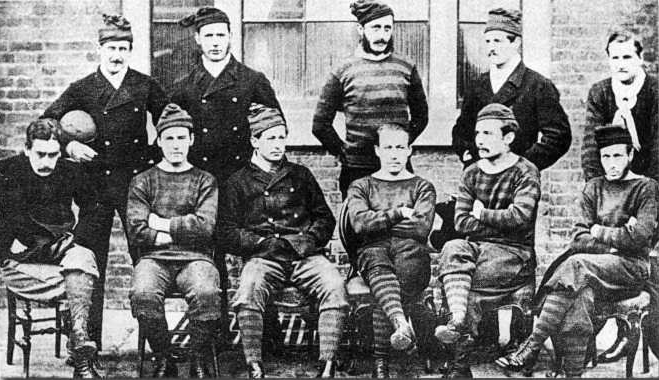
Le Royal Engineers AFC en 1872 (en finale de la première FA Cup.).

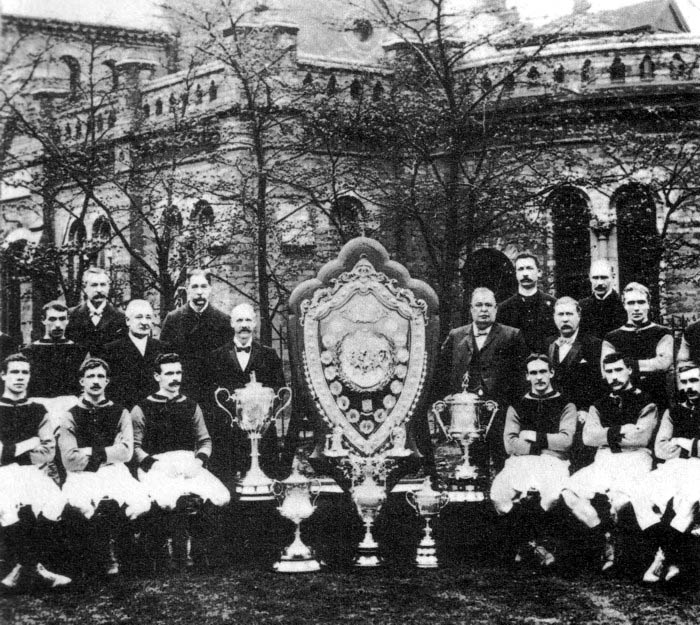
Aston Villa et ses trophées en 1899.

En octobre 1848, après plus de sept heures de débats entre les représentants de plusieurs établissements scolaires de Cambridge, les Règles de Cambridge (Cambridge rules) sont édictées. C'est la première tentative de combinaison de différents codes existants dans un but d'unification. Il faudra cependant attendre plus d'un quart-de-siècle pour voir une réelle unification s'imposer autour du football-association.

### En 1855, lesSheffield rules
En 1855, des joueurs du Sheffield Cricket Club soucieux de pratiquer du sport pendant l'hiver imaginent leurs propres règles de football. En 1857, la ville voit naître le premier club de football non scolaire : le Sheffield Football Club, qui publie ses règles de jeu à l'issue de sa première assemblée générale le 21 octobre 1858. Ces règles se diffusent alors vite dans les régions du Nord et des Midlands.
Le Sheffield FC dispute le premier match interclubs face au Hallam FC (fondé en 1860) le 26 décembre 1860, à seize contre seize. Ces deux clubs pionniers se retrouvent en décembre 1862 pour le premier match de charité.

### Fondation de la Fédération anglaise de football et établissement des règles de football-association
La Fédération anglaise de football (The Football Association) est créée le 26 octobre 1863. Son premier objectif est de fédérer, en définissant un règlement qui s'imposerait à tous, par la sélection et l'association des meilleures règles locales appliquées ici et là. Les règles les plus marquantes qu'elle proposent sont celles qui interdisent notamment de donner des coups de pied aux joueurs et de porter le ballon avec les mains. Le match opposant Londres à Sheffield en 1866 marque un tournant, c'est la première où la durée est fixée préalablement à 90 minutes.
La Youdan Cup est la première compétition. Elle se tient en 1867 à Sheffield et Hallam FC remporte le trophée le 5 mars. La première épreuve à caractère national est la FA Challenge Cup 1872. Neuf ans après la mise en place de règles officielles, en 1863, la taille et le poids du ballon sont normalisés. Jusqu'alors, ces détails faisaient l'objet d'un accord entre les parties concernées lors de la préparation de la rencontre.
Concernant le jeu, le passage du dribbling game au passing game est une évolution importante. À l'origine, le football est très individualiste : les joueurs, tous attaquants, se ruent vers le but balle au pied, c’est-à-dire en enchaînant les dribbles. C'est le dribbling. Comme Michel Platini aime à le rappeler, « le ballon ira toujours plus vite que le joueur ». C'est sur ce principe simple qu'est construit le passing game. Cette innovation apparaît à la fin des années 1860 et s'impose dans les années 1880. Dès la fin des années 1860, des matches entre Londres et Sheffield auraient introduit le passing au Nord. C'est la version de Charles Alcock, qui situe en 1883 la première vraie démonstration de passing à Londres par le Blackburn Olympic. Entre ces deux dates, la nouvelle façon de jouer trouve refuge en Écosse.

### Apparition du professionnalisme

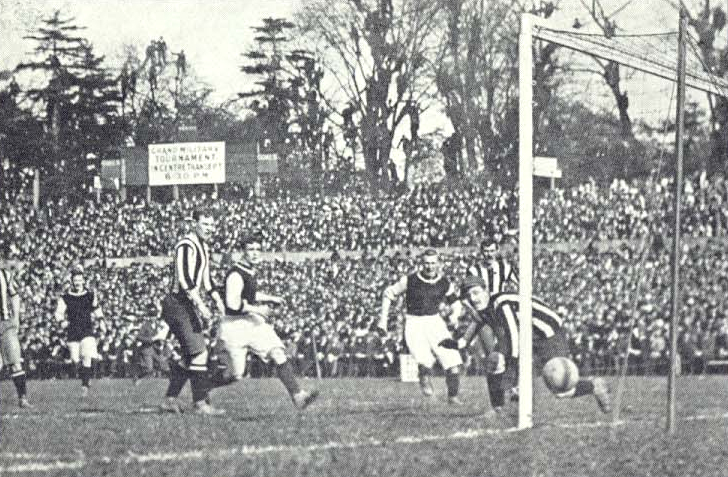
La finale de la FA Cup en 1905.

Le professionnalisme est autorisé en 1885 et le premier championnat se dispute en 1888-1889. La Fédération anglaise tient un rôle prépondérant dans cette évolution, imposant notamment un règlement unique en créant la FA Cup, puis les clubs prennent l'ascendant. La création du championnat (League) n'est pas le fait de la Fédération mais une initiative des clubs cherchant à présenter un calendrier stable et cohérent. L'existence d'un réseau ferroviaire rend possible cette évolution initiée par William McGregor, président d'Aston Villa. Ce premier championnat est professionnel, et aucun club du Sud du pays n'y participe.
L'Angleterre est alors coupée en deux : le Nord acceptant pleinement le professionnalisme et le Sud le rejetant. Cette différence a des explications sociales. Le Sud de l'Angleterre est dominé par l'esprit classique des clubs sportifs réservés à une élite sociale. Dans le Nord dominé par l'industrie, le football professionnel est dirigé par des grands patrons n'hésitant pas à rémunérer leurs joueurs pour renforcer leur équipe, de la même façon qu'ils recrutent de meilleurs ingénieurs pour renforcer leurs entreprises. Pendant cinq saisons, le championnat se limite aux seuls clubs du Nord. Le club londonien d'Arsenal passe professionnel en 1891. La ligue de Londres exclut alors de ses compétitions les Gunners d'Arsenal qui rejoignent la League en 1893. La Southern League est créée en réaction (1894). Cette compétition s'ouvre progressivement au professionnalisme mais ne peut pas éviter les départs de nombreux clubs vers la League. Les meilleurs clubs encore en Southern League sont incorporés à la League en 1920.

### Diffusion au Royaume-Uni
Sur le modèle de la Fédération anglaise de football (FA), des fédérations nationales sont fondées en Écosse (1873), au Pays de Galles (1876) et en Irlande (1880). Des rencontres opposant les sélections des meilleurs joueurs de ces fédérations ont lieu dès le 30 novembre 1872 (Écosse-Angleterre), soit quelques mois avant la fondation officielle de la Fédération écossaise.
L'International Football Association Board (IFAB), instance chargée de déterminer et faire évoluer les règles du football, est créée en 1882 par les quatre fédérations. Il est ainsi convenu de règles communes appliquées dans tous les pays pratiquant le football. Les matches annuels mettant aux prises ces différentes sélections se transforment à partir de 1884 en une première compétition internationale : le British Home Championship.
En pratiquant le passing plutôt que le dribbling, les Écossais dominent les premières éditions.

## Développement du football

### Diffusion dans le monde
Contrairement aux sports « nobles » comme le cricket, le tennis, le hockey sur gazon et le rugby, le football n'est pas très développé au sein des clubs sportifs installés dans l'Empire britannique. Ainsi, cette discipline est aujourd'hui encore peu prisée en Inde, au Pakistan, en Amérique du Nord ou en Australie, notamment. En Afrique du Sud, les colons britanniques y importent le football dès 1869 puis une coupe du Natal est organisée dès 1884, mais le football, sport roi dans les townships, reste très mal perçu par les tenants blancs de l'apartheid qui lui préfèrent le rugby, le tennis et le cricket. Le football fut, il est vrai, en pointe pour dénoncer l'apartheid et dès le 9 avril 1973, une équipe mêlant joueurs noirs et blancs représente l'Afrique du Sud lors d'un match international non officiel face à la Rhodésie.
Les Britanniques jouent pourtant un rôle important dans la diffusion du football, notamment grâce aux ouvriers dépêchés aux quatre coins du monde pour mener à bien des chantiers. Le football est par exemple introduit en Amérique du Sud par les ouvriers travaillant sur les chantiers des lignes ferroviaires. Ils montent des équipes et mettent en place des compétitions d'abord réservées aux seuls joueurs britanniques, et qui s'ouvrent progressivement aux joueurs puis aux clubs locaux. Le cas sud-américain est complexe. Il existe également des clubs britanniques qui pratiquent cette discipline et des étudiants originaires d'Angleterre jouent un rôle important dans l'introduction du football entre Montevideo et Buenos Aires. Ainsi, le football s'installe durablement dans des nations comme l'Uruguay ou l'Argentine dès les années 1870-80. En Amérique du Nord, des compétitions sont créées dans les années 1880 (1884 aux États-Unis sur la côte Est).

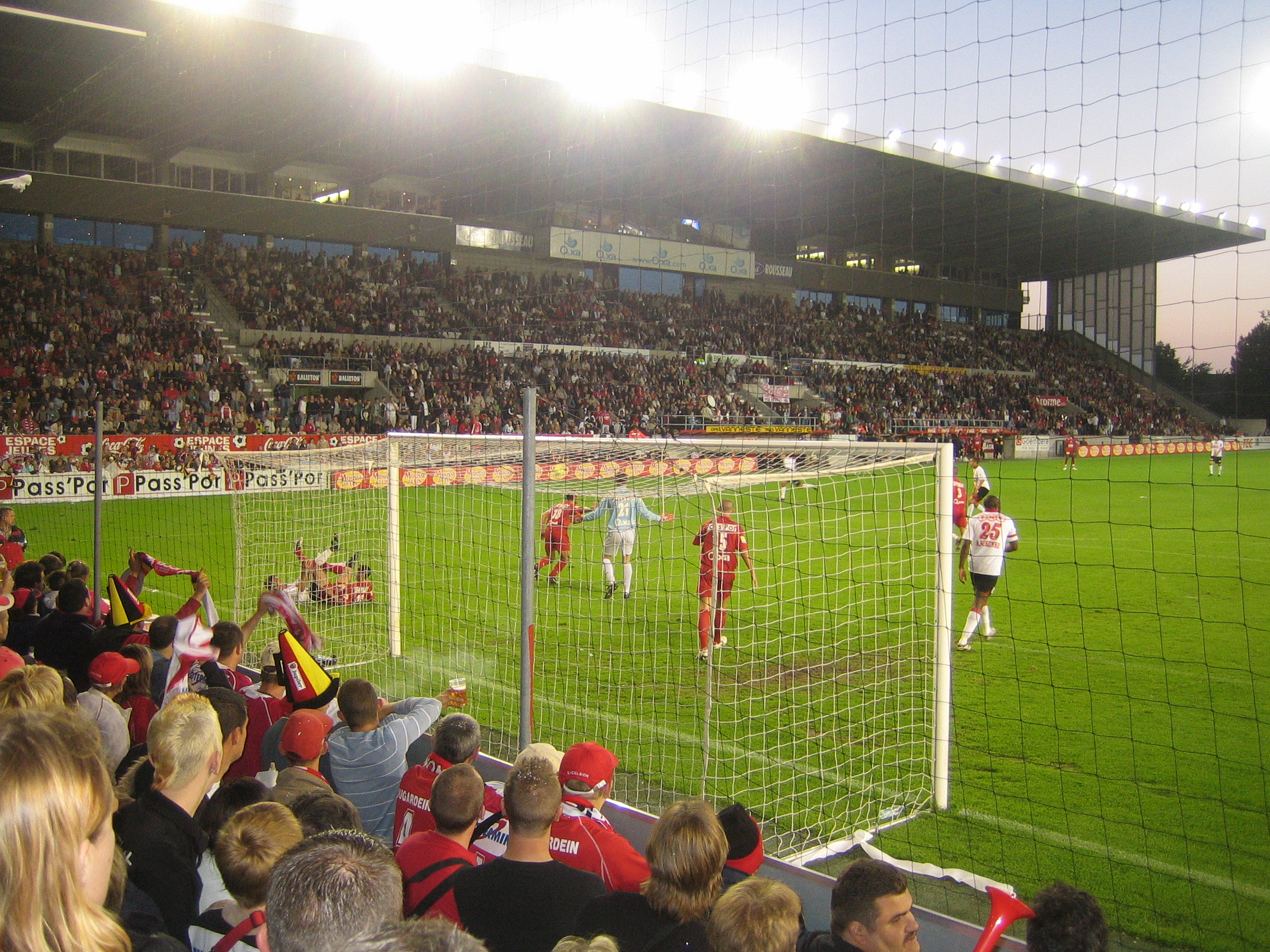
Match de football en Belgique (Royal Excelsior Mouscron-Standard de Liège)

La Belgique, où les universités anglaises jouent un rôle moteur, les Pays-Bas (premier club fondé en 1879), la Suisse (introduction du football dès les années 1860 et premier club en 1879) et le Danemark (premier club en 1876) figurent parmi les premiers pays de l'Europe continentale touchés par le football.
L'expansion du football est également due à des étudiants ou voyageurs de toutes nationalités ayant effectué des séjours au Royaume-Uni où ils furent initiés au jeu. En France, l'introduction du football se fait ainsi principalement par l'action des professeurs d'anglais qui ramènent de leurs voyages linguistiques outre-Manche règles et ballons dans les cours d'écoles. Les Britanniques sont également déterminants dans l'introduction du football en France. L'action des clubs britanniques parisiens des White-Rovers et du Standard AC fait plier l'Union des sociétés françaises de sports athlétiques (USFSA) le 9 janvier 1894, qui, dans la droite ligne des clubs britanniques guindés, redoutait une expansion du football et de ses vices, comme le professionnalisme, les transferts et les paris et se refusait à reconnaître cette discipline. En Allemagne, le football est d'abord clairement perçu comme un corps étranger à la nation et est dédaigneusement surnommé le « sport des Anglais » par les nationalistes. Toutefois, le football prend racine dans les villes (premier club fondé en 1887 : SC Germania Hambourg) où ouvriers et cols blancs se rassemblent autour d'une passion commune. L'Europe du Nord est ainsi progressivement contaminée entre les années 1870 et le début des années 1890, puis l'Europe du Sud (Sud de la France inclus) connaît le même sort entre les années 1890 et le début du XXe siècle.

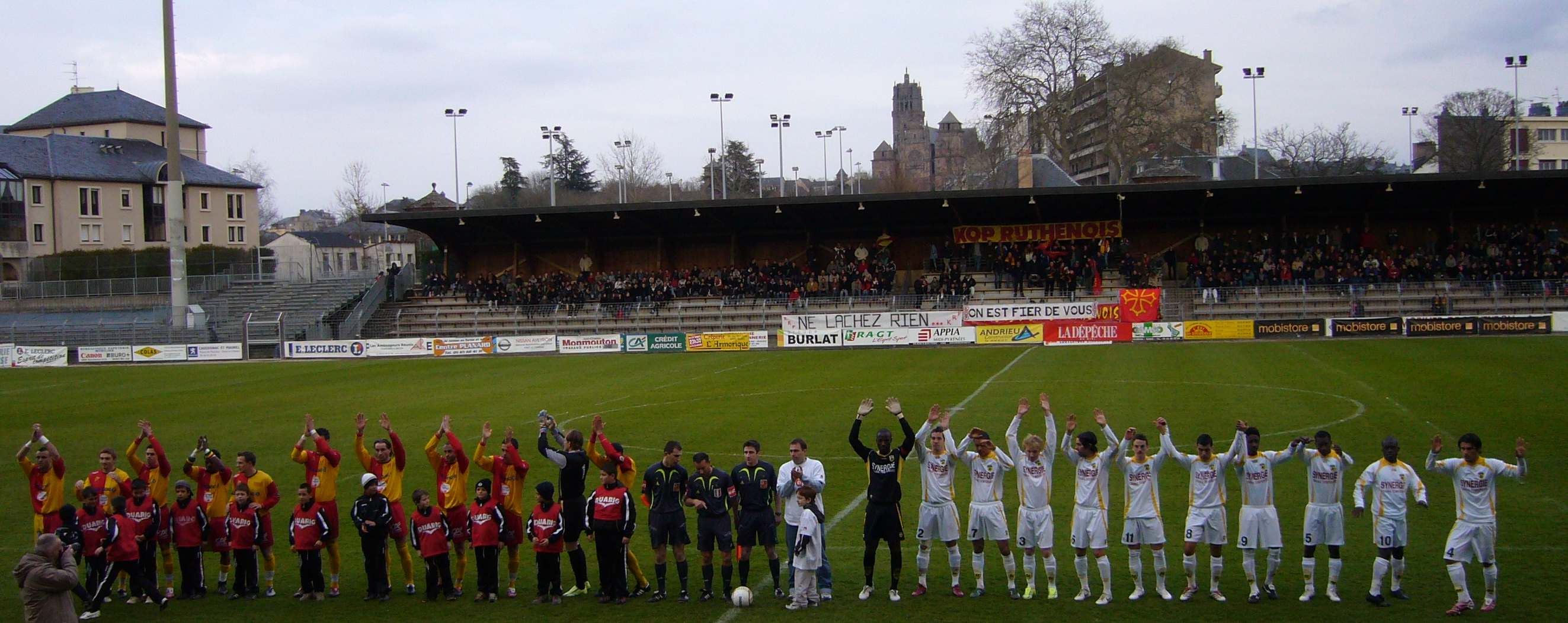
Match de football amateur à Rodez (France)

### Fondation de la fédération internationale
La Fédération internationale de football association (FIFA) est fondée à Paris en 1904 malgré le refus britannique de participer à une entreprise initiée par les dirigeants français de l'USFSA. Le but premier de l'Union est de réduire au silence les autres fédérations sportives françaises pratiquant le football, et elle impose dans les textes fondateurs de la FIFA qu'une seule fédération par nation soit reconnue par l'organisme international. Le piège se retourne contre l'USFSA en 1908. L'Union claque la porte de la FIFA, laissant à son principal concurrent, le Comité français interfédéral (ancêtre direct de l'actuelle Fédération française de football), son siège à la FIFA ; l'USFSA se retrouve isolée mais son état d'esprit contre le professionnalisme demeure la règle jusqu'à la fin des années 1920. Le racingman Frantz Reichel prophétise ainsi en 1922 que « le football professionnel anglais périra s'il reste cantonné sur le sol britannique ».

### Inscription aux Jeux olympiques
Une épreuve de football est bien envisagée lors de premiers Jeux olympiques de l'ère moderne en 1896 à Athènes mais finalement écartée du programme. Quatre ans plus tard à Paris, trois équipes participent à un tournoi exhibition dans le cadre des Jeux de 1900. Le club anglais d'Upton Park dispose sans mal du Club français, lui-même vainqueur des Universités de Bruxelles. En 1904 un mini-tournoi similaire a lieu à Saint-Louis (Missouri-USA), où les Canadiens du Galt Football Club écartent facilement les deux équipes locales américaines. Ces deux premiers tournois sans la moindre envergure seront étonnamment « officialisés » a posteriori par le Comité international olympique, sans la reconnaissance de la FIFA cependant.
Le premier véritable tournoi de football, validé par la FIFA, fondée en 1904, et donc première grande compétition officielle internationale à l'époque, a en fait lieu aux JO de 1908 à Londres, avec cette fois des sélections nationales. Huit équipes sont inscrites, mais six seulement se déplacent, dont deux venues de France (équipes A et B). La Grande-Bretagne, représentée uniquement par l'équipe d'Angleterre amateur car les trois autres associations britanniques refusent d'envoyer une équipe, remporte la médaille d'or aisément. En 1912 à Stockholm, douze équipes sont inscrites dans le tableau, dont l'Autriche et la Hongrie issue de l'empire d'Autriche-Hongrie et la Finlande et la Russie issue de l'Empire russe. La France déclare forfait, dix-sept matchs sont organisés, signe du développement de l'épreuve. Comme en 1908, la finale est remportée par la Grande-Bretagne sur le Danemark.
Après-guerre, les Jeux reprennent et le football y devient une épreuve d'importance, malgré le contexte de montée du professionnalisme dans le football, en contradiction avec les principes du CIO. En 1920 à Anvers, les Anglais sont humiliés par les Norvégiens au premier tour. À domicile, les Belges l'emportent en finale face aux Tchécoslovaques, qui abandonnent le match en cours et sont disqualifiés.
Le tournoi suivant à Paris est le premier opposant aux Européens des équipes d'outre-Atlantique. Les Britanniques, peut-être échaudés par la déroute de 1920 ou contrariés par le flou entourant les statuts amateur et professionnel du côté du CIO et de la FIFA, se signalent par leur absence. L'Uruguay, une sélection encore peu connue en Europe mais qui a remporté à plusieurs reprises le championnat sud-américain, illumine le tournoi de sa supériorité. L'Amérique du Sud confirme sa supériorité footballistique en 1928 avec une finale, jouée en deux fois, opposant l'Uruguay à l'Argentine, son principal rival continental.
Confortée par le succès et la mondialisation des tournois de football aux Jeux olympiques de 1924 et 1928 dans lesquels elle était impliquée auprès du CIO pour l'organisation, la FIFA décide d'organiser en 1930 son premier Championnat du monde de football, ouvert à tous, professionnels comme amateurs. Le CIO en prend ombrage et décide de retirer le football du programme des Jeux de 1932. Le tournoi fait cependant son retour à Berlin en 1936, sous l'insistance des hôtes allemands.
Après la Seconde Guerre mondiale, la Suède est en 1948 à Londres le dernier pays ne faisant pas partie de l'Europe de l'Est à s'adjuger une médaille d'or olympique jusqu'en 1984. Les joueurs des pays communistes étaient officiellement des fonctionnaires, « amateurs d’État », leurs sélections pouvaient compter sur les meilleurs joueurs du pays, contrairement aux pays d'Europe de l'Ouest ou d'Amérique du Sud. C'est ainsi que la Hongrie (en 1952, 1964 et 1968), l'Union soviétique (en 1956 et 1988), la Yougoslavie (en 1960), la Pologne (en 1972), l'Allemagne de l'Est (en 1976) puis la Tchécoslovaquie (en 1980) remportent tour à tour la médaille d'or, avec dans leurs rangs des joueurs aussi réputés que Ferenc Puskás et Sándor Kocsis, Lev Yachine, Milan Galić, Ferenc Bene, Grzegorz Lato ou encore Oleg Blokhine.
Pour les Jeux olympiques de Los Angeles en 1984, le CIO accepte enfin d'ouvrir le tournoi aux joueurs professionnels mais sous condition, pour les Européens et Sud-Américains, de ne pas avoir participé à la Coupe du monde. À l'issue d'un tournoi plus équilibré, mais en l'absence des nations communistes qui boycottent les Jeux, la France l'emporte en finale contre le Brésil. En 1988, avant l'effondrement du bloc de l'Est, l'Union soviétique bat le Brésil en finale et gagne une dernière médaille d'or. À partir de 1992, le tournoi est rajeuni par le CIO qui le réserve aux joueurs de moins de 23 ans, avec le droit (depuis 1996) de compter trois joueurs de plus de 23 ans dans le groupe. Ces nouvelles règles ont permis à des sélections africaines de se montrer compétitives, comme l'illustrent les médailles d'or du Nigeria et du Cameroun en 1996 et 2000.

### Essor du professionnalisme
À la fin des années 1920 et au début des années 1930, plusieurs nations européennes et sud-américaines autorisent le professionnalisme afin de mettre un terme aux scandales de l'amateurisme marron qui touchent ces pays depuis les années 1910. Le gardien de but international français Pierre Chayriguès refuse ainsi un « pont d'or » du club anglais de Tottenham Hotspur en 1913 ; il admettra dans ses mémoires que les joueurs du Red Star étaient grassement rémunérés malgré leur statut officiel d'amateur. L'Autriche (1924), la Tchécoslovaquie et la Hongrie (avant 1930), l'Espagne (1929), l'Argentine (1931), la France (1932) et le Brésil (1933) sont les premières nations (hors du Royaume-Uni) à autoriser le professionnalisme dans le football. En Italie, la Carta di Viareggio, mise en place par le régime fasciste en 1926, assure la transition entre le statut amateur et professionnel, définitivement adopté en 1946.

### Création puis prospérité de la Coupe du monde

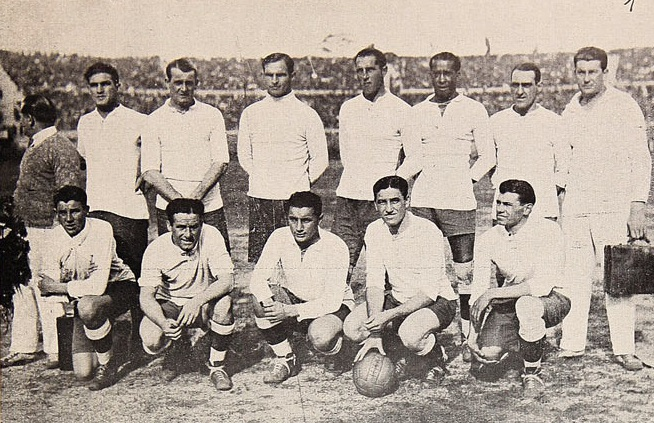
L'Uruguay, victorieuse de la Coupe du monde 1930.

Dès la fondation de la Fédération internationale de football association (FIFA) en 1904, l'idée d'un tournoi international est émise par le dirigeant néerlandais Carl Hirschmann. Ce tournoi est envisagé pour 1906 en Suisse, mais le projet est annulé dès août 1905. Le premier grand tournoi international officiel est finalement celui de 1908 aux Jeux olympiques de Londres. Un peu plus tard, Hirschmann prévoit de faire reconnaitre le tournoi olympique comme un championnat du monde de football amateur (le CIO rejetant le professionnalisme). L'initiative est validée lors du congrès de la FIFA en 1914 mais elle reste sans suite en raison de la Première Guerre mondiale. Élu à la présidence de la FIFA en 1921, Jules Rimet, et son compatriote Henri Delaunay, planchent sur le projet d'un championnat du monde ouvert aux professionnels, dans un contexte où la compétition continentale du championnat sud-américain de football tenue pratiquement tous les ans depuis 1916 connaît déjà un certain prestige. Le succès des tournois de football aux Jeux olympiques de 1924 et 1928 organisés avec l'aide technique de la FIFA, compétitions qui malgré le boycott des Britanniques offrent de belles rencontres entre formations d'Amérique du Sud et d'Europe, permet de concrétiser le projet,.
La création de la Coupe du monde est finalement actée par la FIFA lors du congrès d'Amsterdam le 26 mai 1928. Prévu tous les quatre ans, le mondial voit sa première édition programmée en 1930 afin d'alterner avec les Jeux olympiques. L'organisation du premier championnat du monde est confié à l'Uruguay, qui fête le centenaire de son indépendance et dont la sélection est surtout double championne olympique en titre. Le pays sud-américain profite notamment de l'effacement de la candidature de l'Italie pourtant soutenue par les fédérations européennes. Dans le contexte de la crise de 1929 et malgré l'engagement de l'hôte à prendre en charge tous les frais des participants, les Européens rechignent à faire le déplacement, tandis que les Anglais ont encore quitté la FIFA en 1928. Après un travail intense de négociation de Jules Rimet, la Belgique, la France, la Roumanie et la Yougoslavie envoient chacune une délégation. La Coupe du monde se tient avec treize participants au lieu des seize espérés. Si le Français Lucien Laurent marque le premier but du tournoi, et si les États-Unis atteignent les demi-finales, la supériorité attendue de l'Uruguay de José Andrade, meilleur joueur du tournoi, et de l'Argentine de Guillermo Stábile, meilleur buteur, se confirme. Les deux sélections rivales se retrouvent en finale, dans un climat tendu. L'arbitre belge, M. Langenus, obtient que plusieurs milliers de policiers soient mobilisés. À l'issue d'un match de haut niveau, bien que très viril sur la fin, l'Uruguay l'emporte quatre buts à deux, après avoir été mené deux buts à un à la pause. Malgré l'absence de nations européennes majeures et certaines difficultés matérielles, notamment l'inauguration retardée du gigantesque stade Centenario, le tournoi est un franc succès, sportif, populaire et financier.
Malgré la crise économique, l'Italie accueille la deuxième édition de la Coupe du monde quatre ans plus tard, dans un climat de montée du fascisme en Europe. L'Uruguay renonce à défendre son titre, en représailles à l'absence des Européens quatre ans plut tôt. Trente-deux nations s'inscrivent cette fois, ce qui nécessite l'organisation d'une phase qualificative afin d'obtenir un tableau de seize participants en phase finale. L'Italie, pourtant pays hôte, doit également passer par les qualifications, ce qu'elle fait sans la moindre inquiétude. L'équipe d'Italie de Vittorio Pozzo reçoit l'Espagne en quart de finale : après une première rencontre âpre terminée après prolongation sur un score d'égalité, les deux équipes doivent rejouer le lendemain. Luis Monti rudoie un Espagnol dès le début du match, l'obligeant à sortir sur blessure, et Giuseppe Meazza offre la victoire aux siens. Ce dernier récidive face à l'Autriche en demi-finale. En finale à Rome, dans un stade rempli de militaires et devant Benito Mussolini, la Tchécoslovaquie ouvre le score mais s'incline finalement après prolongation,.

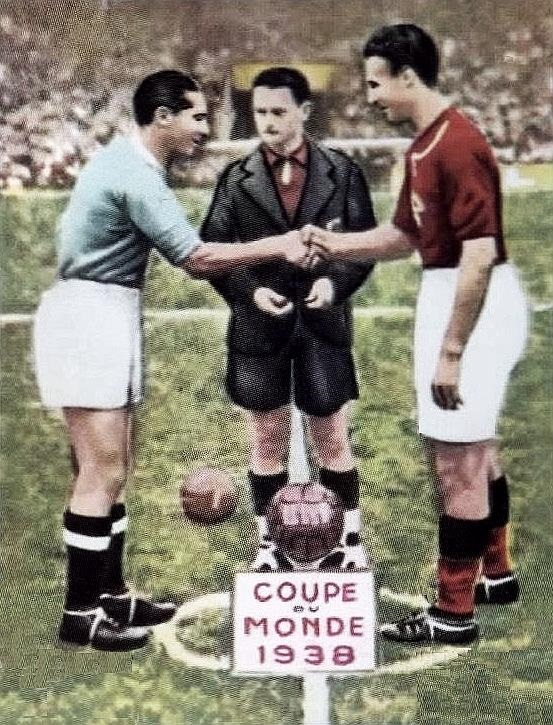
Coup d'envoi de la finale de coupe du monde 1938, Meazza G.-Sarosi D.

L'organisation de la Coupe du monde de 1938 est confiée à la France, au grand dam des Sud-Américains. L'Uruguay ne veut toujours pas s'inscrire tandis que l'Argentine déclare forfait avant le début des éliminatoires. En Europe, l'Espagne n'est pas autorisée à disputer les qualifications à cause de la guerre civile, tandis que l'Autriche, qualifiée mais annexée par l'Allemagne nazie, déclare forfait pour la phase finale. En huitième de finale, le Brésil, seul représentant d'Amérique du Sud, et la Pologne offrent un match mémorable (6-5 a.p.), marqué par le triplé de Leônidas. Le quart de finale opposant le Brésil à la Tchécoslovaquie se transforme lui en bataille générale, avec trois expulsions et cinq blessés. Le Brésil défie ensuite l'Italie en demi-finale en laissant au repos des joueurs cadres comme Leônidas. Les Italiens l'emportent. En finale les Italiens conservent leur titre face aux Hongrois, un adversaire qu'ils ont l'habitude d'affronter.
Dès les premières éditions, le mondial affirme sa vocation professionnelle, la FIFA acceptant tous les joueurs quel que soit leur statut (amateur ou professionnel), ce qui fait que les nations peuvent aligner la meilleure équipe possible avec les meilleurs joueurs. En 1939, l'Allemagne et le Brésil se portent candidates à l'organisation de la prochaine édition prévue en 1942. Alors que le président de la FIFA Jules Rimet est en Amérique du Sud pour évaluer le projet, la Seconde Guerre mondiale éclate. Les préparatifs sont interrompus avant le choix du pays organisateur.
Le congrès du 25 juillet 1946 à Luxembourg marque le retour du football, un an après l'armistice. L'organisation de la quatrième Coupe du monde est confiée au Brésil. Elle se déroule en 1950, soit douze ans après la précédente. En hommage à l'action de son président, le trophée de la Coupe du monde de football association est renommé « Coupe Jules-Rimet » (il sera conservé par le Brésil après son 3e titre en 1970). L'Angleterre, berceau du football et dont la fédération a accepté après la guerre de revenir dans le giron de la FIFA, participe pour la première fois. Dans le stade Maracanã construit pour l'occasion, 150 000 spectateurs assistent au match décisif de la poule 1 du premier tour entre le Brésil et la Yougoslavie, remporté par les locaux (2-0). Les fiers Anglais, après une victoire initiale, connaissent la désillusion en perdant leurs deux derniers matchs, dont notamment celui contre les États-Unis. La poule finale à quatre oppose le Brésil, impressionnant offensivement avec son buteur Ademir,, l'Uruguay, son principal rival, la Suède et l'Espagne. Le hasard du calendrier fait que l'ultime journée du tournoi le 16 juillet 1950 voit les deux seules équipes encore en lice pour le titre, le Brésil et l'Uruguay, s'affronter au Maracanã devant près de 200 000 personnes dans un match qui se transforme alors en véritable finale. Le Brésil est confiant car il peut se contenter d'un match nul pour gagner la Coupe du monde. Les Brésiliens ouvrent le score au début de la seconde période mais craquent en fin de rencontre, l'Uruguay l'emportant finalement grâce à des buts de Juan Alberto Schiaffino et Alcides Ghiggia. Cette défaite est vécue comme un drame national, tandis que l'Uruguay est championne du monde pour la deuxième fois.

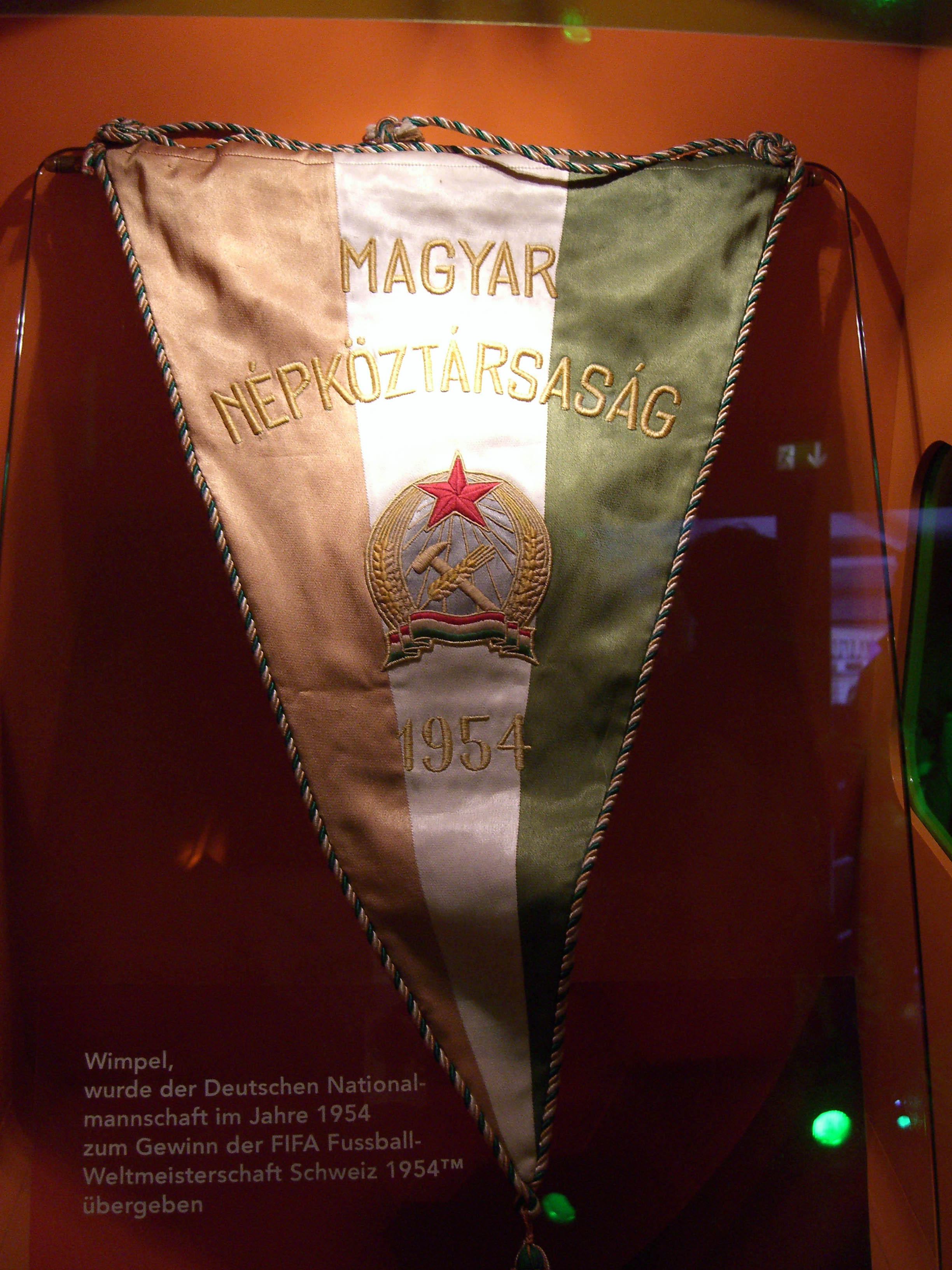
Fanion de l'équipe de Hongrie de la finale de la Coupe du monde 1954.

Le championnat du monde 1954 se déroule en Suisse. Le « Onze d'or hongrois », invaincu depuis quatre ans, est favori du tournoi. Dominateurs au premiers tour, les Hongrois laissent progressivement des plûmes au fil de la compétition à cause des brutalités répétées de leurs adversaires, notamment le Brésil en quart de finale, la rencontre se terminant en véritable pugilat,. La Hongrie doit encore puiser dans ses réserves en demi-finale contre l'Uruguay, tenant du titre, pour aller chercher au bout de la prolongation le gain d'un match homérique,. En finale, elle retrouve l'Allemagne, écrasée en match de poule au premier tour mais physiquement dans un bien meilleur état de fraîcheur. Les Hongrois inscrivent rapidement deux buts mais concèdent l'égalisation presque aussi vite. Sous une pluie qui ne favorise pas le jeu technique des Hongrois le combat s'équilibre et en fin de match, à la stupeur générale, Helmut Rahn offre la victoire à la RFA. Le match est surnommé le « miracle de Berne ». Le mondial confirme à chaque édition son succès croissant. 943 000 spectateurs ont assisté à un spectacle de qualité, illustré par la moyenne de 5,4 buts par match.

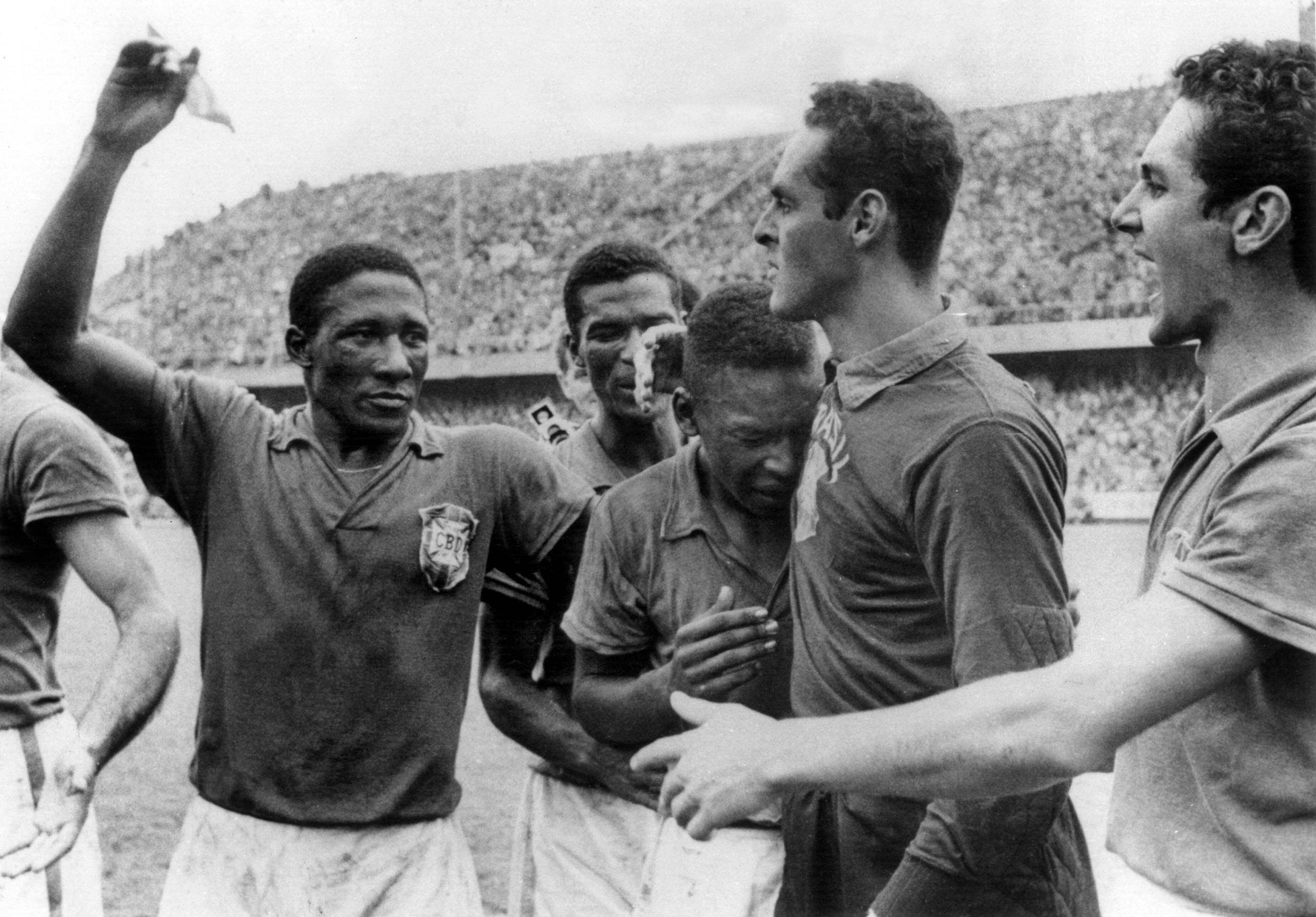
Djalma Santos, Pelé et Gilmar après leur victoire finale contre la Suède en 1958.

La sixième édition de la Coupe du monde, en 1958, se déroule en Suède. Dès sa première apparition, l'Union soviétique atteint les quarts de finale. L'équipe de France étonne quant à elle par son jeu offensif. La progression des joueurs français est arrêtée en demi-finale par le Brésil et son très jeune joueur Pelé, auteur d'un triplé. La Suède, à domicile, bat la RFA au même stade. En finale, le Brésil l'emporte logiquement (5-2) sur l'équipe locale, porté par ses jeunes génies Pelé et Garrincha. La France prend la troisième place en marquant six fois contre l'Allemagne et le buteur français Just Fontaine, bien alimenté par Raymond Kopa, fixe à treize le record de buts dans une seule Coupe du monde. Quatre années plus tard, la Coupe du monde retourne en Amérique du Sud. Cinquante-six pays participent aux éliminatoires, stade auquel la France échoue. Le jeu devient plus défensif. Le Chili, pays organisateur, se hisse en demi-finale après avoir éliminé l'Union soviétique notamment, mais s'y incline face au Brésil de Vavá et Garrincha, pourtant privé de Pelé. En finale, les Brésiliens réalisent le doublé en battant la Tchécoslovaquie de Masopust, Ballon d'or en fin d'année.

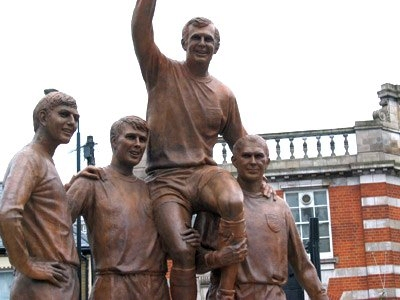
Statue représentant les champions du monde anglais de 1966 Geoff Hurst, Martin Peters et Ray Wilson soulevant le capitaine Bobby Moore.

La Corée du Nord crée la grande surprise de la Coupe du monde 1966 en Angleterre, en battant et éliminant l'Italie au premier tour pour atteindre les quarts de finale. Le Brésil, hors du coup, est également sorti au premier tour. L'Angleterre, qui joue tous ses matchs dans son stade de Wembley, bénéficie d'un calendrier et d'un arbitrage globalement favorable. Elle bat en quart de finale l'Argentine, réduite à dix après l'exclusion d'Antonio Rattín en première mi-temps, puis le Portugal d'Eusébio en demi-finale. En finale, face à la RFA, les Anglais concèdent l'ouverture du score avant de prendre l'avantage. L'égalisation sur le fil des Allemands pousse le match en prolongation. Un but litigieux est accordé à Geoffrey Hurst, alors qu'il n'est pas certain que le ballon renvoyé par la barre transversale ait réellement rebondi derrière la ligne de but. Hurst réalise le triplé en marquant à nouveau à la dernière minute, alors que des supporters sont entrés sur le terrain. L'Angleterre remporte sa première Coupe du monde.
La neuvième édition, la dernière labellisée « Championnat du monde de football - Coupe Jules Rimet », a lieu en 1970 au Mexique, qui construit pour l'occasion le Stade Azteca. 75 sélections nationales s'inscrivent aux éliminatoires, un record. Le Portugal, la Hongrie, la France, l'Espagne et l'Argentine ne parviennent pas à se qualifier. La RFA et l'Angleterre se retrouvent en quart de finale pour la « revanche » de la dernière finale : menés 0-2 à vingt minutes de la fin, les Allemands s'imposent 3-2 après prolongation. En demi-finale, l'Italie et l'Allemagne livrent un match de légende marqué de rebondissements, spécialement durant la prolongation. Le capitaine allemand Franz Beckenbauer joue une heure avec clavicule cassée et les Italiens l'emportent finalement 4-3. En finale, le Brésil inflige à l'Italie une leçon de football de qualité exceptionnelle (4-1). Le Brésil de 1970 est l'un des plus brillants champions du monde de l'histoire. Tout au long du tournoi, devant le métronome Gerson, Pelé étale une nouvelle fois son talent, notamment avec une tentative de lob de 50 mètres sur Ivo Viktor, un grand pont sur le gardien Ladislao Mazurkiewicz et quatre nouveaux buts au total. Il remporte sa troisième Coupe du monde, la troisième du Brésil qui obtient ainsi le droit de garder la Coupe Jules-Rimet.

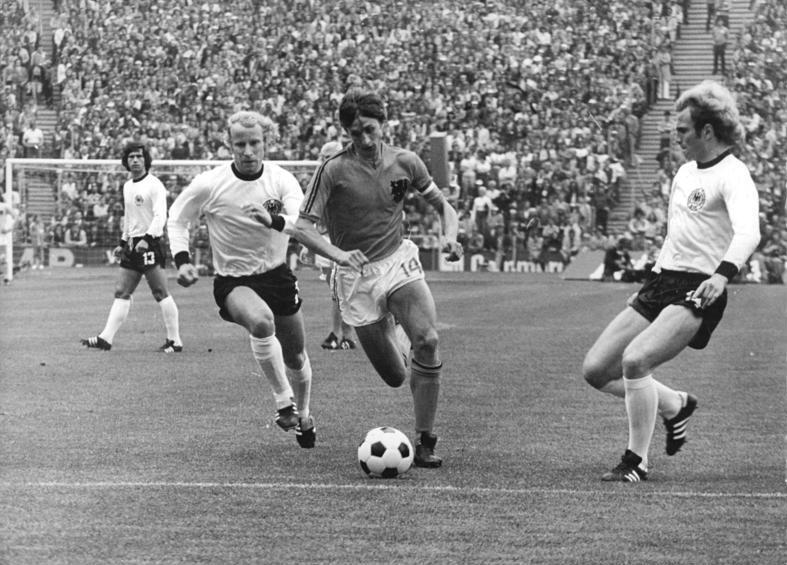
Sur cette action, Johan Cruijff provoque un penalty dès la première minute mais la RFA gagne.

En 1974, le mondial a lieu en Allemagne de l'Ouest et voit l'inauguration d'un nouveau trophée : la Coupe du monde de la FIFA. Haïti crée l'une des surprises des éliminatoires en se qualifiant aux dépens du Mexique. L'Australie est la première équipe d'Océanie à disputer une phase finale. Lors du premier tour, le 22 juin 1974, la RFA s'incline contre la RDA 1-0 sur un but de Jürgen Sparwasser dans un match historique entre cousins allemands qui n'avait toutefois que pour enjeu la première place du groupe I.  Non sans difficulté, le Brésil et l'Italie, qui est même menée 0-1 par Haïti avant de remettre les pendules à l'heure, se qualifient également pour le deuxième tour. Les Pays-Bas, emmenés par Johan Cruijff, développent un football total et sont la révélation du tournoi. Lors de la dernière journée du second tour, deux affichent décisives se présentent comme de véritables demi-finales. Dans le groupe A les Néerlandais dominent le Brésil, tandis que dans le groupe B la RFA bat la Pologne sur un terrain inondé. En finale, l'Allemagne renverse les Pays-Bas (2-1) après avoir concédé l'ouverture du score dès la deuxième minute de jeu. Cruijff se console de la défaite en étant désigné meilleur joueur du tournoi.
La phase de qualifications de la Coupe du monde 1978 s'annonce disputée. La RFA et l'Argentine étant qualifiées d'office, il ne reste que 14 places à attribuer entre les 97 équipes jouant les tours préliminaires. L'équipe de France se qualifie, contrairement à l'URSS, l'Uruguay, la Yougoslavie, la Tchécoslovaquie, la Belgique et l'Angleterre, une nouvelle fois absente. L'Iran et la Tunisie sont présents en phase finale en Argentine. Comme en 1974, le tournoi se déroule en groupes sur deux tours, les seuls matchs à élimination directe étant la petite et la grande finale. La RFA et les Pays-Bas se retrouvent au second tour et font match nul dans une rencontre spectaculaire. Bien placée avant la dernière journée, l'Italie affronte les Pays-Bas pour la place de finaliste du groupe A. Les Néerlandais sortent vainqueurs et se qualifient pour leur deuxième finale consécutive. Dans le groupe B, le calendrier est arrangé de façon à favoriser l'Argentine, comme ce fut aussi le cas au premier tour, les Argentins jouant systématiquement en match décalé en soirée en connaissant le résultat de l'autre rencontre. Elle dispute donc ce dernier match en sachant qu'elle doit battre le Pérou par quatre buts d'écart pour devancer le Brésil à la différence de buts et accéder ainsi à la finale. L'Argentine s'impose 6-0 et atteint son objectif,. En finale, Mario Kempes ouvre le score peu avant la mi-temps. Dominée par les Pays-Bas, la deuxième mi-temps se conclut par l'égalisation logique de Dick Nanninga à huit minutes du terme (1-1). Dans la prolongation, les Argentins prennent le dessus, marquant à deux reprises par Kempes, meilleur joueur et buteur du tournoi, puis Daniel Bertoni. L'Argentine remporte « sa » Coupe du monde à domicile,.

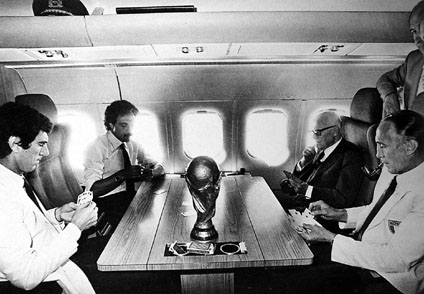
Le président de la République italienne Sandro Pertini avec Dino Zoff, Franco Causio et Enzo Bearzot dans l'avion du retour vers Rome avec le trophée de la compétition.

La 12e Coupe du monde en Espagne voit l'élargissement de la phase finale à 24 équipes. Les Pays-Bas, finaliste des deux éditions précédentes, sont éliminés en phase de qualification par la France et la Belgique. Le premier tour est marqué par la victoire de la Hongrie contre le Salvador sur le score historique de 10 à 1 et par le non match entre l'Allemagne et l'Autriche qualifiant les deux équipes aux dépens de l'Algérie. L'Italie passe le premier tour de peu après trois matchs nuls en trois rencontres, grâce à un but marqué de plus que le Cameroun, qui est éliminé sans connaitre la défaite. Au second tour, l'Italie se réveille et remporte sa poule de trois en battant le champion sortant argentin et le favori brésilien. Les demi-finales opposent quatre équipes européennes. La Pologne, sans son maître à jouer Boniek suspendu, s'incline face à l'Italie contre qui elle avait fait match nul au premier tour, sur deux buts de Paolo Rossi. L'autre demi-finale oppose la France et la RFA à Séville. Le match très intense connait de nombreux rebondissements avec une prolongation riche en buts et voit l'Allemagne remporter la première séance de tirs au but de l'histoire en Coupe du monde,. En finale, l'Italie s'impose 3 à 1 face à des Allemands marqués physiquement par le match précédent. L'attaquant italien Paolo Rossi finit meilleur buteur de la compétition.
Initialement prévu en Colombie, le Mundial 1986 est repris par le Mexique qui, seize ans après, devient le premier pays à recevoir une deuxième fois l'organisation de la Coupe du monde. Comme quatre années auparavant, la France est sortie en demi-finale par la RFA. Les Bleus terminent troisième après avoir tout de même éliminé une grande équipe du Brésil en quart de finale dans un match historique terminé par une séance de tirs au but. Le tournoi est également marqué par la rencontre explosive entre l'Argentine et l'Angleterre en quart de finale. Capitaine de l'équipe argentine, Diego Maradona inscrit de la main à la 51e minute un but malencontreusement validé par l'arbitre qui a cru y voir une tête. Quatre minutes après le but illicite surnommé plus tard « la main de Dieu », Maradona dribble six joueurs anglais et le gardien Peter Shilton pour marquer cette fois un magnifique but. Auteur d'un nouveau doublé en demi-finale contre la Belgique, Maradona est élu meilleur joueur du tournoi. Son équipe domine en finale la RFA 3-2 dans un match spectaculaire et remporte la Coupe du monde. Gary Lineker termine meilleur buteur avec six buts devant Maradona, Emilio Butragueño et Careca avec cinq buts chacun.
Tenante du titre, l'Argentine perd contre toute attente le match d'ouverture du mondiale 1990 en Italie contre le Cameroun. Le Cameroun devient même la première nation africaine à atteindre les quarts de finale, après une victoire en huitième de finale sur la Colombie grâce à un doublé de Roger Milla alors âgé de 38 ans. L'équipe camerounaise livre une partie mémorable contre l'Angleterre en renversant notamment son adversaire à l'heure de jeu pour entrevoir les demi-finales. L'Angleterre arrache la prolongation en fin de seconde période et finit par s'imposer sur le score de 3-2. Le Brésil, pourtant brillant au premier tour, se fait sortir prématurément en huitièmes de finale par une équipe argentine ultra-défensive et heureuse de figurer dans les « meilleurs troisièmes ». Les Argentins s'imposent contre le cours du jeu sur l'une de leurs rares occasions. Les Pays-Bas sont également éliminés à ce stade. Les deux affiches en demi-finales sont Italie-Argentine et Angleterre-RFA. La rencontre entre l'Italie et l'Argentine se déroule à Naples, club de Diego Maradona où il est une idole. Les Italiens font le plus dur en ouvrant le score par Salvatore Schillaci mais encaissent ensuite leur premier but de la compétition sur une tête de Claudio Caniggia. Les deux équipes vont à la prolongation puis aux tirs au but. Sergio Goycochea, déjà brillant lors de la séance de tirs au but en quart de finale contre la Yougoslavie, arrête les tirs de Roberto Donadoni et Aldo Serena et qualifie à nouveau l'Argentine. La deuxième demi-finale se joue également aux tirs au but, Stuart Pearce et Chris Waddle manquent leur tentative et permettent à la RFA de disputer contre l'Argentine une finale-revanche quatre ans après celle de 1986. Franz Beckenbauer est alors sur le banc allemand. La finale est abordée par les Argentins sans intention de produire du jeu, malgré des joueurs de talent comme Maradonna et Burruchaga, et avec la même rigueur défensive que lors des matchs précédents. Le spectacle est terne, les Allemands manquent de réalisme devant le but tandis que les Argentins multiplient les fautes en espérant tenir le 0-0 jusqu'aux tirs au but qu'ils aborderaient avec un avantage psychologique certain. Finalement deux joueurs argentins sont expulsés et un penalty sifflé à cinq minutes de la fin du temps règlementaire permet à Andreas Brehme de délivrer la Mannschaft. Après avoir perdu les deux précédentes finales, l'Allemagne remporte son troisième titre mondial et le capitaine Lothar Matthäus soulève le trophée.

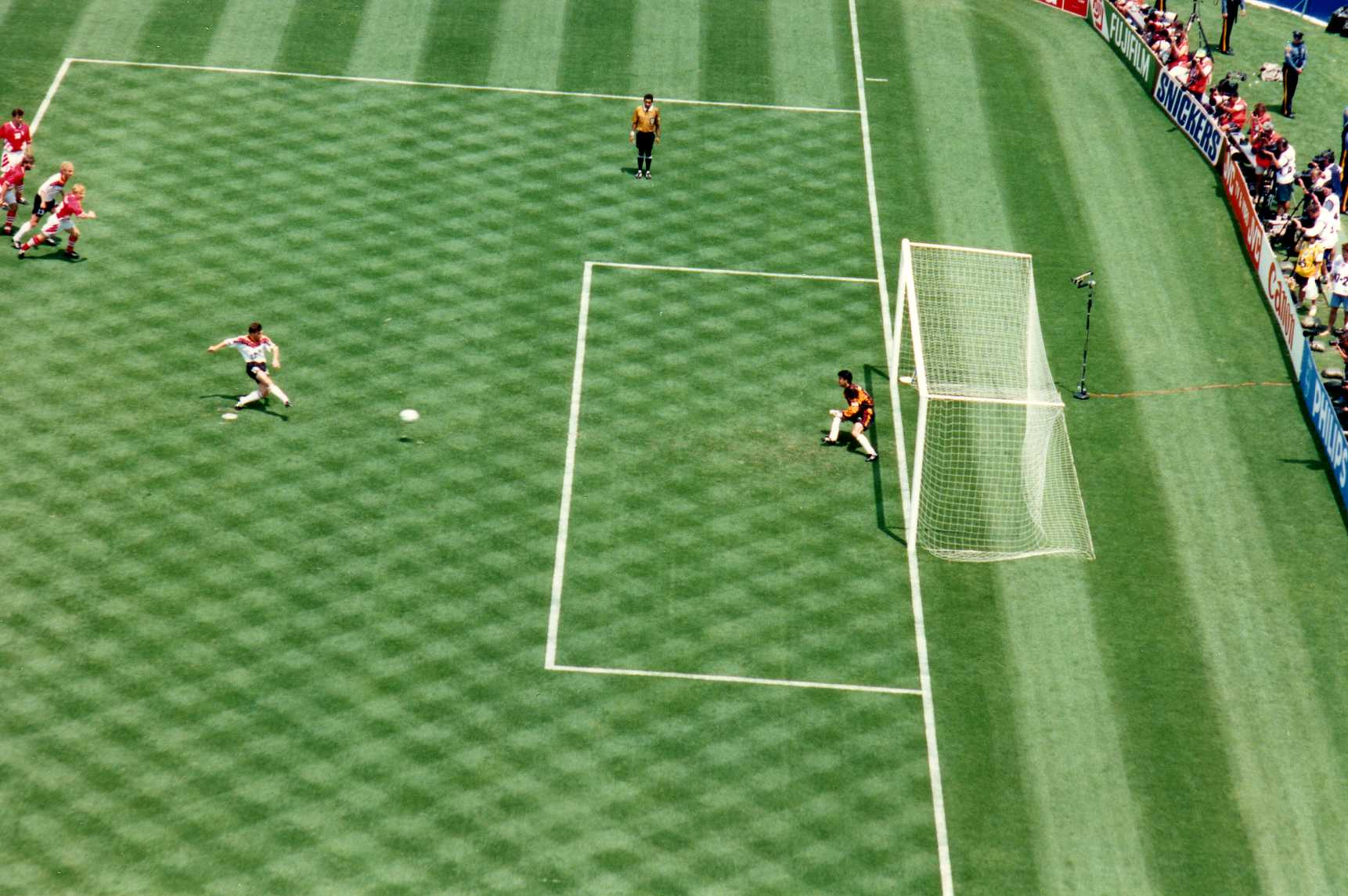
Penalty de l'Allemand Lothar Matthäus contre la Bulgarie en quart de finale en 1994.

À la suite de la performance du Cameroun, la FIFA décide d'offrir une place supplémentaire (trois représentants) au continent africain en phase finale de la World Cup 1994 aux États-Unis. 147 pays participent aux éliminatoires, les éliminés notables sont l'Uruguay, l'Angleterre, le Portugal, la France et le Danemark, champion d'Europe en titre. Le début du mondial est marqué par le contrôle antidopage positif de Diego Maradona qui sort par la petite porte en étant exclu du tournoi. Le pays organisateur est éliminé en huitième de finale par le Brésil. Les Brésiliens poursuivent dans la compétition en battant les Pays-Bas puis la Suède en demi-finale. La plus grande surprise est le parcours de la Bulgarie, pas habituée à jouer les premiers rôle en Coupe du monde. Qualifiée dans le même groupe éliminatoire que la Suède à la dernière minute aux dépens de la France, la Bulgarie élimine le Mexique, puis l'Allemagne, tenante du titre en quart de finale. L'équipe bulgare et son attaquant Hristo Stoitchkov, auteur de six buts, sont battus en demi-finale par l'Italie, rescapée du premier tour dans les « meilleurs troisièmes » avec notamment une défaite inaugurale contre l'Irlande. La finale se joue entre le Brésil et l'Italie au Rose Bowl. Contrairement au reste de la compétition plutôt offensive avec 2,7 buts par match, la finale est fermée et tout aussi décevante que celle de 1990. Les rares occasions ne sont pas transformées; à la fin du temps réglementaire le score est toujours de 0-0 et il n'évolue pas au cours de la prolongation. Pour la première fois de l'histoire, le titre mondial se décide aux tirs au but, l'abandon de la règle de la finale à rejouer ne laissant pas d'autre option. Les deux premiers tireurs échouent mais ce sont les échecs des Italiens Daniele Massaro et Roberto Baggio qui se révèlent décisifs et permettent aux Brésiliens de devenir champions du monde pour la quatrième fois.
La Coupe du monde de 1998 est la deuxième à se disputer en France, soixante ans après celle de 1938. Les éliminatoires enregistrent une participation record avec 174 pays inscrits. La phase finale regroupe désormais 32 équipes. Tenant du titre, le Brésil atteint une nouvelle fois la finale en sortant les Pays-Bas aux tirs au but en demi-finale. Après trois victoires en trois matchs au premier tour dans le groupe C, la France s'impose difficilement contre le Paraguay à Lens sur un but en or de Laurent Blanc, puis passe de justesse en quart de finale aux tirs au but face à l'Italie. En demi-finale, les Bleus sont cette fois accrochés par la surprenante équipe de Croatie. Menée au score sur un but du meilleur buteur du tournoi Davor Šuker, la France l'emporte finalement 2-1 grâce à un doublé de Lilian Thuram. La France bat logiquement le Brésil en finale 3-0 au stade de France grâce à un doublé de Zinédine Zidane en première mi-temps et un but d'Emmanuel Petit en fin de partie. C'est la sixième fois que le tournoi est remportée par le pays hôte. L'attaquant brésilien Ronaldo est élu meilleur joueur.
Organisée au Japon et en Corée du Sud, la Coupe du monde de 2002 voit le Brésil s'imposer pour la cinquième fois, signant ainsi la « Penta ». L'adversaire des Brésiliens en finale est l'Allemagne, vainqueur de l'hôte sud-coréen en demi-finale. L'affiche de la finale est la plus prestigieuse qui soit, car le Brésil et l'Allemagne sont historiquement les deux nations les plus performantes qui ont disputé et gagné le plus de matchs en Coupe du monde. Elle est pourtant inédite, ces deux nations ne s'étaient en effet jamais rencontrés auparavant dans cette compétition. Cette « première » tourne à l'avantage du Brésil, Ronaldo, déjà décisif en demi-finale contre la Turquie, marquant les deux seuls buts de la finale,. Ronaldo termine meilleur buteur du tournoi avec huit buts. La Turquie finissant sur le podium et la Corée du Sud entraînée par le Néerlandais Guus Hiddink sont les deux surprises de ce mondial. Après avoir battu le Portugal au premier tour, la Corée du Sud élimine l'Italie en huitièmes de finale sur un but en or de Ahn Jung-hwan puis l'Espagne au tour suivant après séance de tirs au but. La France, tenante du titre, est battue par le Sénégal lors du match d'ouverture et ne s'en relève pas : elle est piteusement éliminée au premier tour sans inscrire le moindre but. Également éliminés au premier tour, l'Argentine, le Cameroun et le Portugal sont les autres déceptions du premier mondial asiatique.

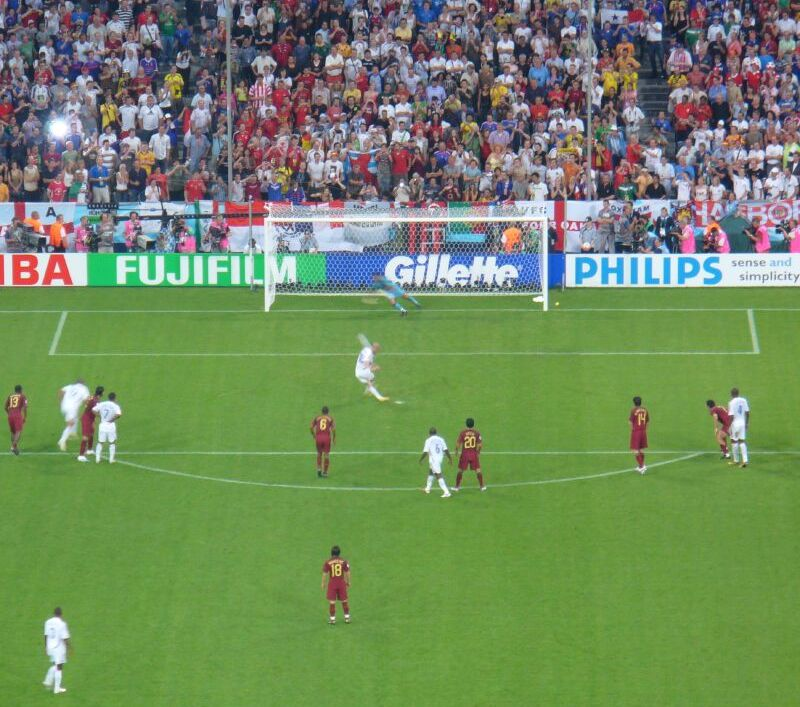
Zidane frappant un penalty lors du match France - Portugal

La Coupe du monde 2006 se déroule en Allemagne. À domicile, la Nationalmannschaft, finaliste quatre ans plus tôt, rêve de réitérer la performance de 1974 et vise donc la victoire finale. Elle effectue un parcours séduisant en produisant un jeu spectaculaire mais est stoppée en demi-finale par sa bête noire, l'Italie, qui l'emporte en toute fin de prolongation. Les Allemands se consolent avec la troisième place et le titre de meilleur buteur du tournoi de Miroslav Klose (5 buts). Dans l'autre demi-finale, la France affronte le Portugal. Après un premier tour difficile, les Français montent en régime, battant l'Espagne puis le Brésil, respectivement en huitième et en quart de finale. Le Portugal élimine de son côté les Pays-Bas et l'Angleterre. Grâce à un penalty de Zinédine Zidane en première mi-temps, la France bat le Portugal et se qualifie pour sa deuxième finale de Coupe du monde. Les Français débutent bien la finale en ouvrant rapidement le score sur pénalty par Zidane d'une audacieuse « panenka ». Mais l'Italie égalise sur corner par un coup de tête de Marco Materazzi. Les Français prennent l'ascendant au cours de la prolongation et semblent en mesure de faire la différence mais un coup de théâtre se produit : Zidane se querelle avec l'Italien Materazzi loin de l'action de jeu et, énervé, lui donne un coup de tête ce qui provoque son expulsion, à dix minutes de la fin. Privée du meilleur joueur du tournoi et en infériorité numérique, la France joue la prudence pour finir le match et s'apprêter à disputer le titre aux tirs au but. Les Italiens réussissent tous leurs tirs, David Trezeguet rate le sien, l'Italie est sacrée championne du monde pour la quatrième fois.

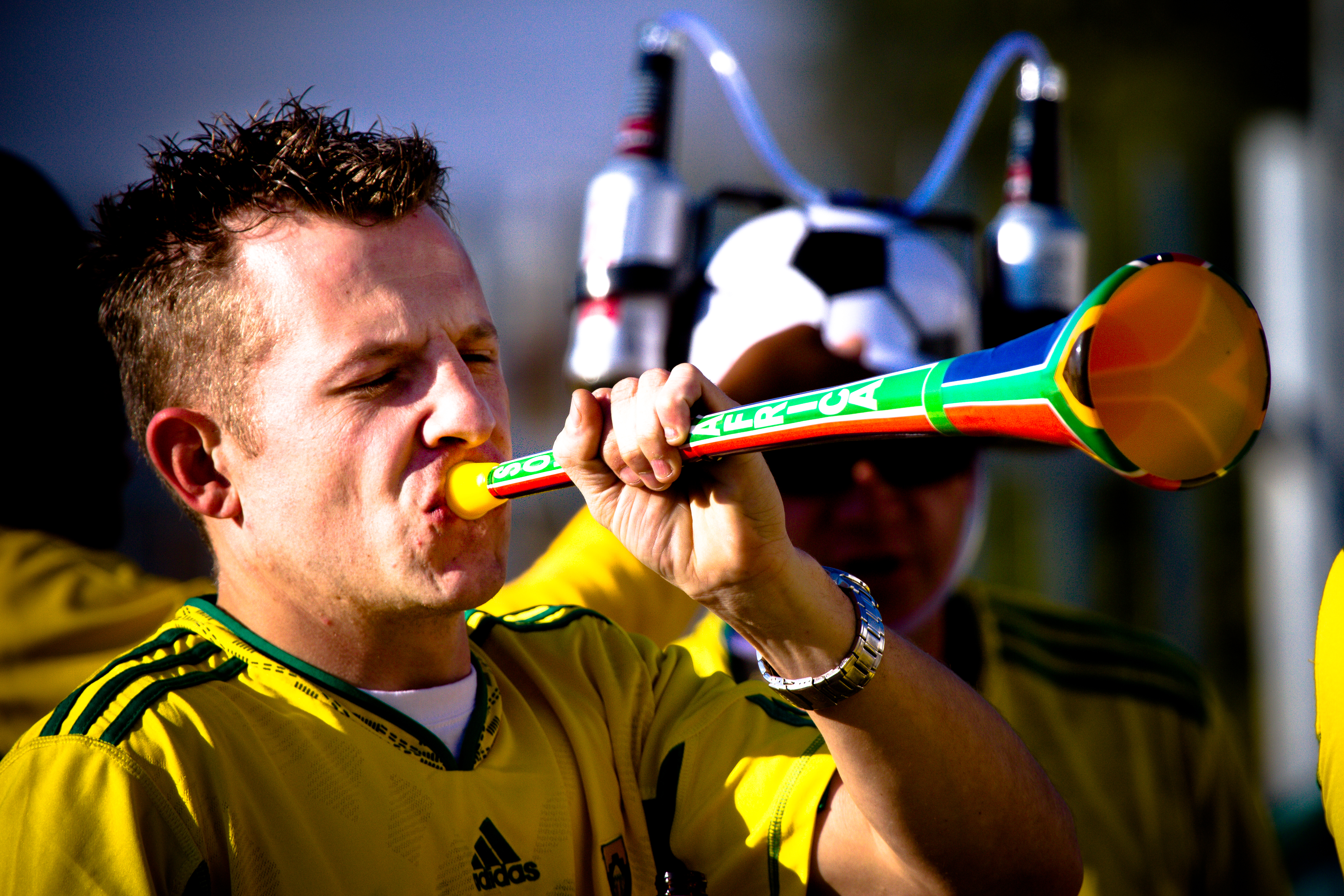
La vuvuzela est omniprésente dans les stades sud-africains.

La Coupe du monde 2010 se déroule pour la première fois sur le continent africain, en Afrique du Sud. La phase finale réunit toujours 32 sélections nationales. Tous les champions du monde du palmarès sont présents. L'Espagne, championne d'Europe, l'Allemagne, son finaliste, le Brésil ou l'Argentine figurent parmis les favoris alors que la Nouvelle-Zélande, le Honduras ou encore la Corée du Nord sont les équipes les moins redoutées. Le premier tour est marqué par plusieurs surprises, des équipes favorites s'inclinent face à des équipes supposées plus faibles telles l'Espagne, battue d'entrée par la Suisse ou l'Allemagne, battue par la Serbie. Ces accros n'empêcheront pas ces équipes de progresser dans le tournoi contrairement aux deux finalistes de 2006 qui sont éliminés à la dernière place de leur groupe : la France, battue par le Mexique et l'Afrique du Sud, et l'Italie, battue par la Slovaquie. L'Afrique du Sud est le premier pays hôte à ne pas dépasser le premier tour de la Coupe du monde. Alors que le Brésil et l'Argentine font bonne impression, ils sont éliminés au stade des quarts de finale. L'Uruguay retrouve les demi-finales de la Coupe du monde quarante ans après sa campagne au Mexique en éliminant aux tirs au but à l'issue d'une fin de prolongation houleuse le Ghana, troisième équipe africaine à atteindre les quarts de finale. Les Pays-Bas dominent la dernière nation sud-américaine en demi-finale et retrouvent la finale, 32 ans après celle disputée contre l'Argentine. L'Allemagne et l'Espagne s'affrontent dans la deuxième demi-finale. Les Espagnols l'emportent sur le plus petit des scores et atteignent pour la première fois la finale de la Coupe du monde. La finale cent pour cent européenne, comme en 2006, est particulièrement heurtée entre les Pays-Bas et l'Espagne, elle est la plus prolifique en termes d'avertissements, avec 14 cartons jaunes distribués par l'arbitre. Andrés Iniesta offre le titre mondial aux Espagnols en marquant le seul but de la rencontre à la 116e minute. 
En 2014, le Brésil accueille le mondial pour la deuxième fois de l'histoire. L'Espagne, tenante du titre, après une correction reçue d'entré par les Pays-Bas, son finaliste de 2010, est éliminée dès le premier tour. Le Costa-Rica termine premier du groupe D devant trois anciens champions du monde, l'Uruguay, l'Italie et l'Angleterre, ces deux derniers étant éliminés. Le petit pays d'Amérique centrale réalise l'exploit d'atteindre les quarts de finale, n'étant éliminé qu'aux tirs au but par les Pays-Bas. Autre sélection à accéder pour la première fois à ce stade, la Colombie menée par James Rodríguez, meilleur buteur du tournoi avec six buts, et battue par le Brésil. En demi-finale, l'Allemagne affronte le Brésil pour la deuxième fois dans l'histoire du tournoi. Les Allemands prennent leur revanche de la finale de 2002 en donnant une leçon de football offensif aux Brésiliens, sept buts à un, un résultat jamais vu à ce stade de la compétition. C'est la plus lourde défaite du Brésil en Coupe du monde. L'autre demi-finale voit les Argentins éliminer les Pays-Bas aux tirs au but après un match nul et vierge. Le Brésil connaît, lors de la rencontre pour la troisième place, une nouvelle désillusion face aux Pays-Bas sur le score de trois buts à zéro. La finale se déroule au Stade Maracanã de Rio de Janeiro entre l'Allemagne et l'Argentine. L'Allemagne parvient à faire la différence en prolongation grâce à un but de Mario Götze et obtient son quatrième titre mondial, vingt-quatre ans après le précédent.
En 2018, la Coupe du monde se déroule en Russie. La plus grande surprise est l'élimination précoce de l'Allemagne, tenante du titre, dès le premier tour, alors qu'elle a été présente a minima au stade des quarts de finale sans discontinuer de 1954 à 2014. En huitièmes de finale, la France et l'Argentine disputent l'un des matchs les plus spectaculaires du tournoi qui tourne à l'avantage des bleus sur le score de 4 à 3. La France se trace ensuite une route jusqu'en finale en battant l'Uruguay puis la Belgique, tombeur du Brésil en quart de finale. La résiliente Croatie enchaîne trois matchs de cent-vingt minutes avec deux séances de tirs au but (en huitième et en quart de finale) pour accéder à la finale. Elle bat difficilement en demi-finale l'Angleterre qui était l'un des grands favoris. En finale, les Croates craquent face à la puissance offensive des Français 4-2. La France est championne du monde pour la seconde fois, vingt ans après le sacre de 1998. Le milieu de terrain croate Luka Modrić est désigné meilleur joueur du tournoi, Kylian Mbappé est meilleur jeune et Thibaut Courtois, le gardien belge, est meilleur gardien. Le meilleur buteur est l'Anglais Harry Kane avec six réalisations.

### Consolidation des instances continentales

Les confédérations membres de la FIFA.
CAF en Afrique CONCACAF en Amérique du Nord CONMEBOL en Amérique du Sud AFC en Asie et Australie UEFA en Europe OFC en Océanie

Au niveau continental, des confédérations gèrent le football. La première confédération créée est celle d'Amérique du Sud, la CONMEBOL, fondée le 9 juillet 1916. Placées sous l'autorité hiérarchique de la FIFA, les confédérations veillent toutefois à préserver leur indépendance. Elles ont toutes libertés, par exemple, pour organiser à leur convenance les qualifications pour la Coupe du monde et pour mettre en place des calendriers spécifiques, malgré des tentatives d'harmonisation sans grande portée de la FIFA. Les cas africains et sud-américains sont significatifs. La Coupe d'Afrique des nations (CAN), par exemple, se dispute tous les deux ans en pleine saison européenne posant des problèmes pour les clubs employant des joueurs africains. La FIFA n'a pas autorité pour fixer ces calendriers, et seule la Confédération africaine maîtrise cette question.

## Le football duXXIesiècle

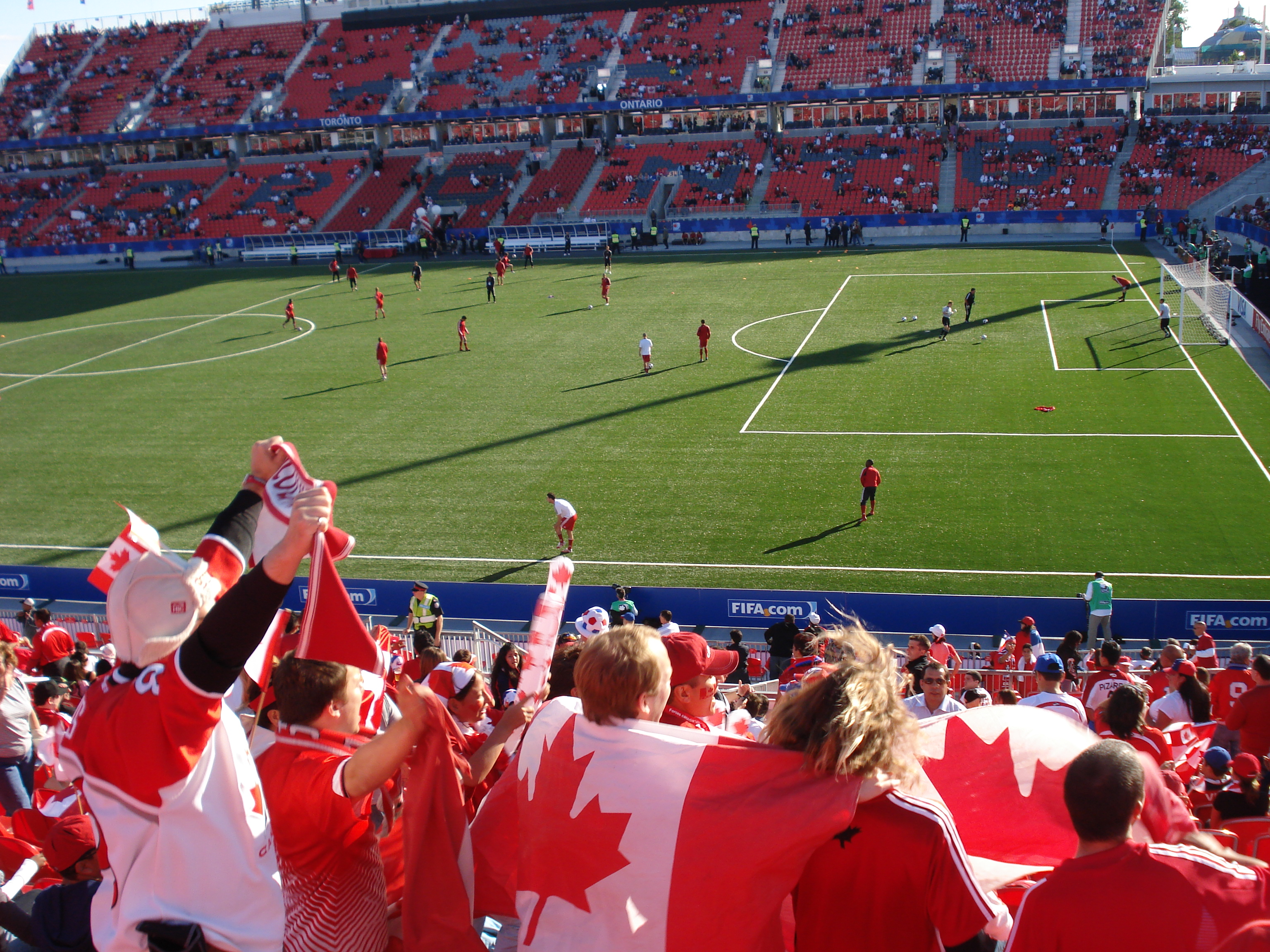
Match de football au stade BMO Field de Toronto au Canada

Selon un comptage publié par la FIFA le 31 mai 2007, le football est pratiqué dans le monde par 270 millions de personnes dont 264,5 millions de joueurs (239,5 millions d'hommes et 26 millions de femmes). On compte environ 301 000 clubs pour 1 700 000 équipes et 840 000 arbitres. 113 000 joueurs évoluent sous statut professionnel. Ce dernier chiffre est à manier avec précaution car il existe des différences considérables entre les nations à propos de la définition d'un joueur professionnel. L'Allemagne est ainsi absente du classement des vingt premières nations à ce niveau tandis que d'autres nations, moins strictes dans la définition du statut professionnel, avancent des données artificiellement élevées.
Au niveau des nations, la Chine est en tête avec 26,166 millions de joueurs pratiquants. Derrière la Chine, on trouve les États-Unis (24,473 millions), l'Inde (20,588), l'Allemagne (16,309), le Brésil (13,198), le Mexique (8,480), l'Indonésie (7,094), le Nigeria (6,654), le Bangladesh (6,280), la Russie (5,803), l'Italie (4,980), le Japon (4,805), l'Afrique du Sud (4,540), la France (4,190) et l'Angleterre (4,164). Ces chiffres prennent en compte les licenciés et les pratiquants non licenciés. Concernant les joueurs licenciés, le tableau ci-dessous présente les données des douze fédérations nationales comptant le plus de joueurs licenciés. À noter qu'après la participation en finale de la Coupe du monde 2006 de l'équipe de France, le nombre des joueurs licenciés a dépassé le cap des 2 millions en France (2 020 634).
Joueurs licenciés (en milliers, masculins et féminines au 1er juillet 2006) 